# Abchasien
Abchasien [apˈxaːzi̯ən] (abchasisch Аԥсны Aṗsny; georgisch აფხაზეთი Apchaseti; russisch Абхазия Abchasija) ist eine an das Schwarze Meer grenzende Region im Süden des Kaukasus, die als autonome Republik völkerrechtlich zu Georgien gehört, sich seit 1994 jedoch als unabhängige „Republik Abchasien“ betrachtet. Das 8.600 km² große, laut offizieller Schätzung von 2011 242.862 Einwohner zählende Gebiet hat eigene staatliche Strukturen ausgebildet, die sich unter dem Schutz Russlands der Souveränität Georgiens entziehen.
Als bisher (Stand 2024) einzige allgemein anerkannte Staaten haben seit 2008 Russland, Nicaragua, Venezuela, Nauru und Syrien die Unabhängigkeit Abchasiens anerkannt.
Nahezu alle anderen Staaten der Welt betrachten Abchasien als georgisches Gebiet und erkennen die in Georgiens Hauptstadt Tiflis amtierende Exilregierung der Autonomen Republik Abchasien als rechtmäßig an, auch wenn sie de facto keinen Einfluss in der Region besitzt.
Abchasien bildet zusammen mit den anderen von Russland durch so genannte eingefrorene Konflikte geschaffenen De-facto-Regimen Transnistrien und Südossetien die Gemeinschaft nicht-anerkannter Staaten, die sich wechselseitig in ihren Souveränitätsbestrebungen unterstützen.
Das für sein mildes Klima sowie für seine Kurorte und Strände bekannte Abchasien war zu Zeiten der Sowjetunion eines der beliebtesten inländischen Touristenziele.

## Geographie
Abchasien liegt südlich des Kaukasus an der Nordostküste des Schwarzen Meeres westlich des Flusses Enguri in Georgien. Das bis auf einen schmalen, landwirtschaftlich genutzten Küstenstreifen gebirgige Land erreicht im Dombai-Ulgen Höhen von über 4000 Metern. Im Arabika-Massiv liegen mit der Werjowkina-Höhle und der Woronja-Höhle die mit über 2000 Metern tiefsten bekannten Höhlen der Erde.
Dank dem Schutz durch die Gebirgszüge weist der Küstenstreifen ein subtropisches Klima auf, weswegen sich Abchasien in der Sowjetzeit zu einem beliebten Feriengebiet entwickelte. Das warme Klima begünstigt auch den Anbau von Tabak, Tee, Wein und Obst, sodass die Landwirtschaft sowie die Nahrungs- und Genussmittelindustrie zu den wichtigsten Wirtschaftszweigen des Landes gehören.

### Verwaltungsgliederung

Verwaltungsgliederung

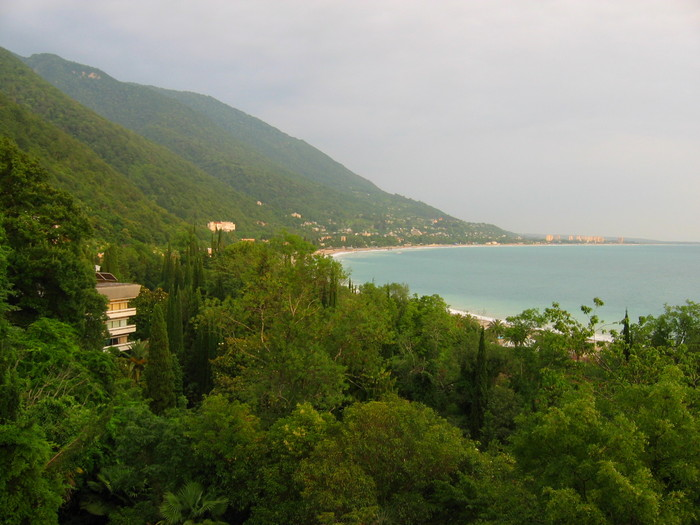
Abchasische Schwarzmeerküste bei Gagra

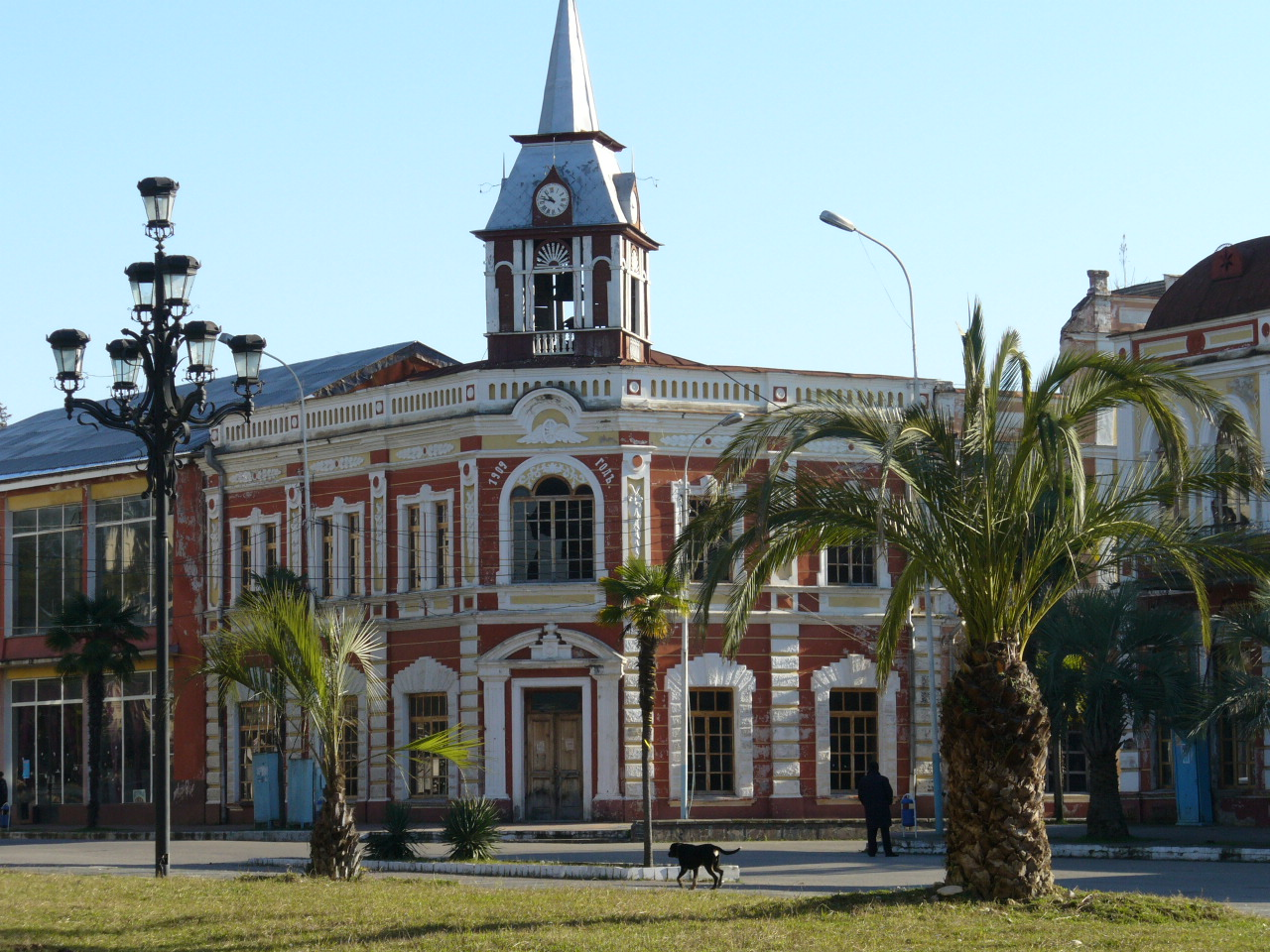
Die Stadt Gudauta

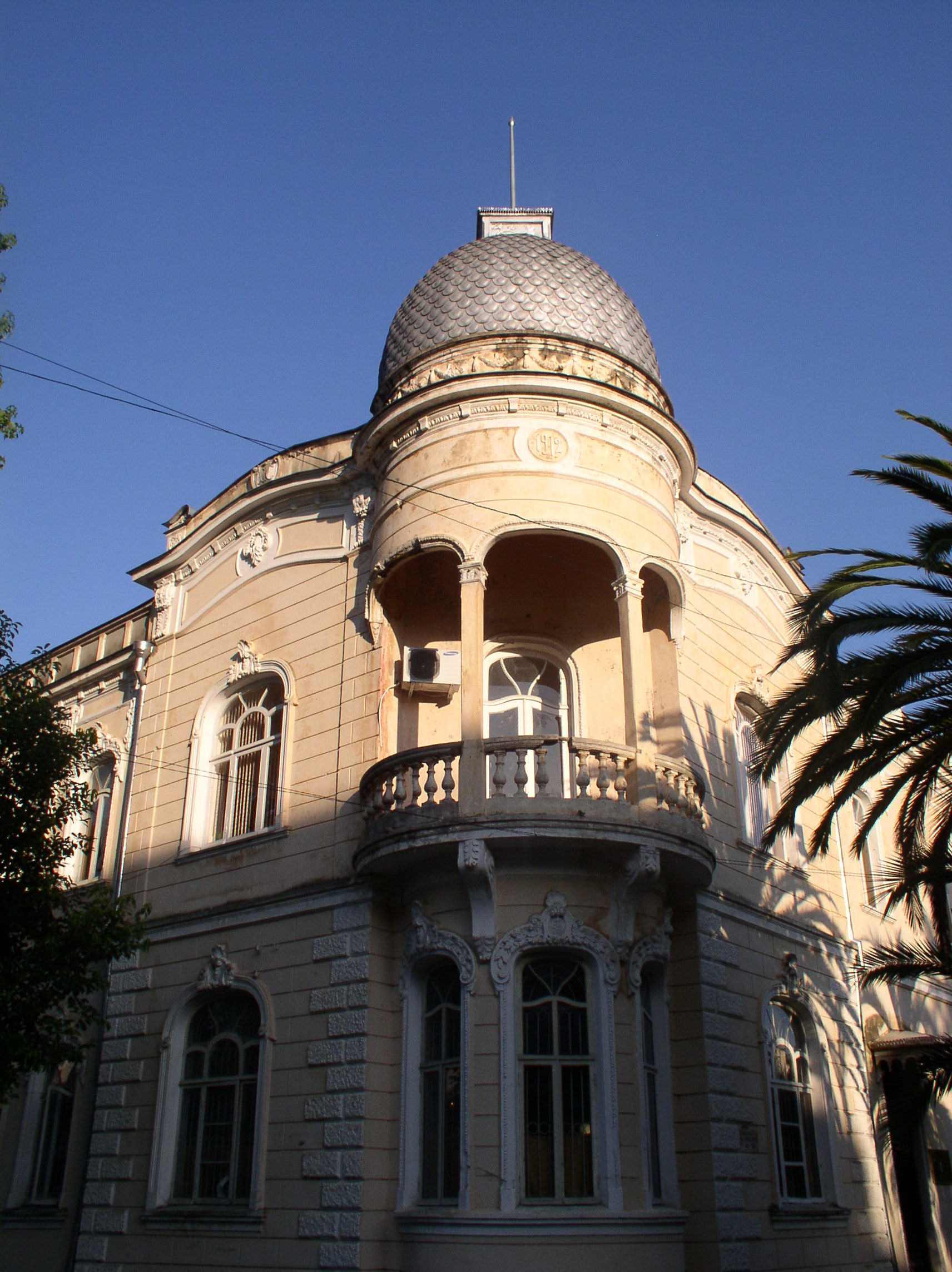
Architektur in der Hauptstadt Sochumi

Die de facto unabhängige Republik Abchasien besteht aus sieben Rajons und einer kreisfreien Stadt, der Hauptstadt Sochumi. Jeder Rajon verfügt über jeweils eine Bezirkshauptstadt.
| Rajon (Nr. auf Karte)    | abchasische Bezeichnung | russische Bezeichnung | Verwaltungssitz                 |
| ------------------------ | ----------------------- | --------------------- | ------------------------------- |
| Rajon Gagra (1)          | Гагра араион            | Гагрский район        | Gagra                           |
| Rajon Gali (7)           | Гал араион              | Галский район         | Gali (Gal)                      |
| Rajon Gudauta (2)        | Гәдоуҭа араион          | Гудаутский район      | Gudauta                         |
| Rajon Gulrypsch (4)      | Гәылрыԥшь араион        | Гулрыпшский район     | Gulripschi (Gulrypsch)          |
| Rajon Otschamtschyra (5) | Очамчыра араион         | Очамчырский район     | Otschamtschire (Otschamtschyra) |
| Rajon Sochumi (3)        | Аҟәа араион             | Сухумский район       | Sochumi (Suchum / Aqwa)         |
| Rajon Tkuartschal (6)    | Тҟәарчал араион         | Ткуарчальский район   | Tqwartscheli (Tkuartschal)      |
| Stadt Sochumi            | Аҟәа                    | Город Сухум           | Sochumi (Suchum / Aqwa)         |

### Städte
In Abchasien gibt es (nach Definition der Regierung in Sochumi) neun Orte mit Stadtstatus, von denen sieben Rajonhauptstädte sind. Nach georgischem Recht sind zwei der Orte (gekennzeichnet mit *) keine Städte, sondern „Kleinstädte“ (daba, entsprechend den früheren Siedlungen städtischen Typs). Neben den unten gelisteten Städten gibt es noch mehrere andere Ortschaften, die teils höhere Einwohnerzahlen aufweisen, aber über keinen Stadtstatus verfügen, wie etwa Zandrypsch, Dranda, Bsybta oder Eschera.
| Abchasischer Name         | Russischer Name           | Georgischer Name           | Einwohner | Stand | Rajon          |
| ------------------------- | ------------------------- | -------------------------- | --------- | ----- | -------------- |
| Aqwa (Аҟəа)               | Suchum (Сухум)            | Sochumi (სოხუმი)           | 64.478    | 2011  | Sochumi        |
| Gagra (Гагра)             | Gagra (Гагра)             | Gagra (გაგრა)              | 12.364    | 2011  | Gagra          |
| Gwdouta (Гəдоуҭа)         | Gudauta (Гудаута)         | Gudauta (გუდაუთა)          | 8.514     | 2009  | Gudauta        |
| Gal (Гал)                 | Gal (Гал)                 | Gali (გალი)                | 7.605     | 2011  | Gali           |
| Otschamtschyra (Очамчыра) | Otschamtschira (Очамчира) | Otschamtschire (ოჩამჩირე)  | 5.280     | 2011  | Otschamtschira |
| Tqwartschal (Тҟәарчал)    | Tkuartschal (Ткуарчал)    | Tqwartscheli (ტყვარჩელი)   | 5.013     | 2011  | Tkuartschal    |
| Pizunda (Пиҵунда)*        | Pizunda (Пицунда)         | Bitschwinta (ბიჭვინთა)     | 4.198     | 2011  | Gagra          |
| Gwylrypsch (Гәылрыԥшь)*   | Gulrypsch (Гулрыпш)       | Gulripschi (გულრიფში)      | 3.910     | 2011  | Gulrypsch      |
| Afon Tschyz (Афон Ҿыц)    | Nowy Afon (Новый Афон)    | Achali Atoni (ახალი ათონი) | 1.518     | 2011  | Gudauta        |

## Bevölkerung
Die Einwohnerzahl des Landes betrug im Jahr 2011 nach offizieller Schätzung etwa 241.000; der Anteil der namensgebenden Abchasen lag bei 50,8 %, jener der Georgier betrug 19,3 %, der der Armenier 17,4 % (siehe Armenier in Abchasien). Weitere bedeutende Minderheiten waren Russen (9,2 %), Ukrainer (0,7 %) sowie Griechen (0,6 %). Daneben leben in Abchasien noch einige Hundert Türken, Osseten, Abasinen und Esten. Im Vergleich zur Volkszählung von 2003 wuchs die Bevölkerungszahl bis 2011 um fast 12,5 %, sie liegt aber immer noch weit unter dem Wert von 1989.
Die letzte sowjetische Volkszählung von 1989 hatte noch eine Einwohnerzahl von etwa 525.000 ermittelt, davon waren 45,7 % Georgier, 17,8 % Abchasen sowie 14,3 % Russen und 14,6 % Armenier.

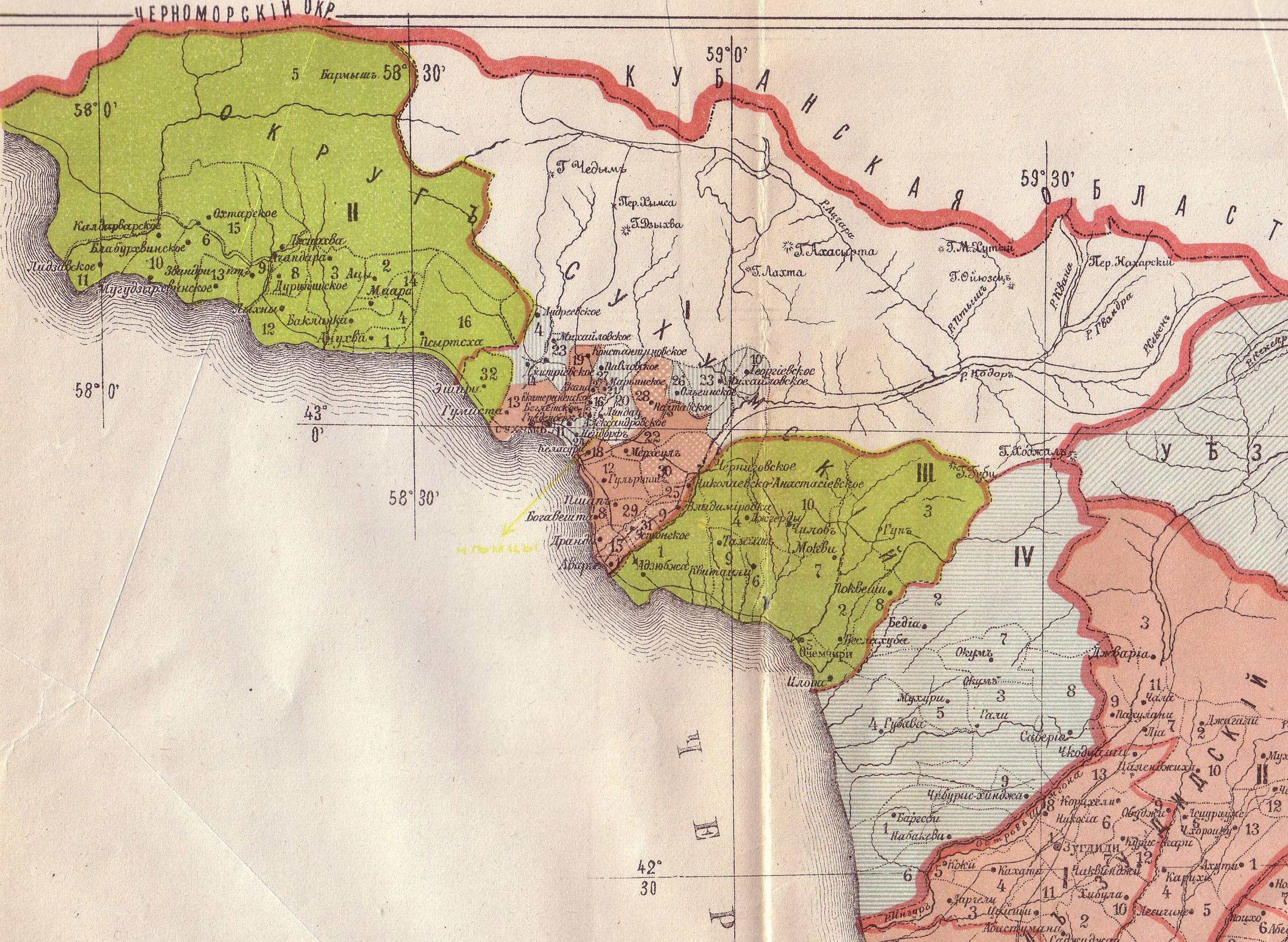
Ethnische Mehrheitsverhältnisse im Okrug Suchum (=Abchasien) nach der Volkszählung 1886. Grün: abchasische Mehrheit, rot: mingrelische Mehrheit (auch südöstlich außerhalb in Mingrelien), rot gepunktet: russische Mehrheit, blau senkrecht gestreift: griechische Mehrheit, blau waagerecht gestreift: Bewohner der Region Samurzakan (teils mingrelisch-, teils abchasischsprachig), blau diagonal gestreift: Swanen (nordöstlich außerhalb), hell: verlassene oder schon immer unbewohnte Berggebiete.

Zu Beginn des 19. Jahrhunderts stellten die Abchasen die große Mehrheit der Bevölkerung des Fürstentums Abchasien, einem Vasallenstaat des Osmanischen Reiches, dessen Bevölkerung mehrheitlich bereits vom georgisch-orthodoxen Christentum zum sunnitischen Islam konvertiert war. Lediglich in der südöstlichen Region Samurzakan, deren Zugehörigkeit mehrfach mit dem benachbarten Fürstentum Mingrelien wechselte, lebte eine gemischt mingrelisch-abchasische, zumeist christliche Bevölkerung, viele Bewohner der Region beherrschten beide Sprachen, weshalb sie für die russische Verwaltung später nur schwer „national“ zu kategorisieren waren. 1810 geriet das Fürstentum mit der russischen Einsetzung von Sefer Ali-Bey Scharwaschidse/Tschatschba (christlicher Name nach seiner Taufe Giorgi Scharwaschidse, Fürst 1810–21) zum Protektorat Russlands, 1864 wurde es von Russland mit Absetzung des Nachfolgers Micheil Scharwaschidse annektiert. Gegen den russischen Einfluss, die Annexion, aber auch gegen die unter russischem Einfluss verschärfte Leibeigenschaft kam es zu abchasischen Aufständen 1821–27, 1840–42, am Ende des Kaukasuskrieges bis 1864 gemeinsam mit benachbarten Tscherkessen, 1866/67, 1877/78, 1905–07 und 1918–21 (teilweise gegen Georgien, teilweise auch gegen Denikin und die Rote Armee). Nach Niederschlagung jedes dieser Aufstände flüchteten einige tausend bis einige zehntausend Abchasen als Muhadschire (Flüchtlinge) ins Osmanische Reich, fast immer Muslime. Die größten Fluchtwellen waren ca. 20.000 abchasische Flüchtlinge 1864–67 und nach dem größten Aufstand 1878 ca. 30–40.000. Nach den Forschungen des abchasischen Historikers Giorgi Dsidsarija in den 1970er/1980er Jahren flüchteten 1810–1921 bis zu 135.000 Abchasen und sprachlich nahestehende, nördlich benachbarte Abasinen ins Osmanische Reich, allein im 19. Jahrhundert etwas unter 100.000 Abchasen. Nach 1864 durften sie wegen der Widerstände, wie die Tscherkessen, nicht mehr die Gebirgsgebiete, nach 1878 auch nicht mehr die Hauptstadt Sochumi/Suchum und den 25-km-Umkreis bewohnen. Besonders in der Hauptstadt und Umgebung wurden damals Mingrelier (keine anderen Georgier), Armenier, Russen, Ukrainer, Esten, Aseris, Kurden u. a. angesiedelt. Die Ansiedlungsbeschränkungen für Abchasen wurden erst 1907 wieder aufgehoben.
Auch zu Beginn des 20. Jahrhunderts bildeten die Abchasen noch über die Hälfte der Bevölkerung von Abchasien (damals „Okrug Suchum“). Im Laufe des 20. Jahrhunderts stieg nun wiederum die Zahl der Georgier (nicht nur Mingrelier), bedingt durch Migration, allerdings so stark an, dass sie bereits 1926 die größte Bevölkerungsgruppe stellten. Während die Zahl der Georgier innerhalb von knapp 100 Jahren von knapp 4.200 (1886) auf fast 240.000 im Jahr 1989 und damit fast um das Sechzigfache anstieg, wuchs die Zahl der Abchasen im selben Zeitraum lediglich von etwa 59.000 auf etwa 93.000 an. Besonders Ende des 19. Jahrhunderts verließen zudem zahlreiche, meist muslimische Abchasen das Land in Richtung des Osmanischen Reichs.
Bereits zur Zeit des Russischen Kaiserreichs begann eine georgische Migrationsbewegung in das damals dünn besiedelte Abchasien.
Die georgische Einwanderung nach Abchasien wurde in der Anfangszeit der Sowjetunion unter Lawrenti Beria und Josef Stalin gefördert, sodass die Georgier bereits in den 1920er Jahren zur größten Bevölkerungsgruppe in Abchasien wurden, dabei jedoch nie die Marke von 50 % der Gesamtbevölkerung erreichten. Auch Russen, Armenier, Ukrainer, Aseris und andere Bevölkerungsgruppen wanderten in großer Zahl nach Abchasien ein. Ebenfalls bedeutend war die griechische Minderheit in Abchasien, die 1939 über 11 % der Gesamtbevölkerung ausmachte.
Nach der Auflösung der Sowjetunion kam es im Verlauf des Sezessionskrieges zu ethnischen Säuberungen und Vertreibungen, die sich, besonders gegen Ende des Konflikts, hauptsächlich gegen Georgier richteten. 250.000 Bewohner Abchasiens, darunter zirka 200.000 Georgier, wurden vertrieben, mussten fliehen und kamen teilweise sogar bei Massakern ums Leben.
Nur ein relativ kleiner Teil der georgischen Bevölkerungsgruppe kehrte seit dem Ende des Bürgerkriegs wieder zurück. Die Zahl der Georgier in Abchasien wächst seit einigen Jahren jedoch wieder kontinuierlich an. Die meisten ethnischen Georgier leben im Südteil des Landes, besonders im Rajon Gali, wo sie mit einem Anteil von 98,2 % an der Bevölkerung die klare Mehrheit darstellen, sowie im Rajon Tkuartschal (62,4 %). Ein signifikanter Teil der Georgier gehört der Subethnie der Mingrelier an. Die Rajons Gali und Tkuartschal liegen in östlicheren Teilen der historischen Region Samurzakan, in denen schon im 19. Jahrhundert mehrheitlich Mingrelisch (als Schriftsprache Georgisch) verwendet wurde. Einer Schätzung von Wissenschaftlern der University of Colorado Boulder zufolge machen Mingrelier fast die Hälfte der georgischen Gemeinschaft Abchasiens aus.
Nach dem Krieg von 2008 kehren auch vermehrt Angehörige der abchasischen Diaspora aus der Türkei nach Abchasien zurück.
| Jahr        | Abchasen         | Georgier         | Samurzakanier nur 1886, regionale Gruppe teils mingrelischen, teils abchasischen Dialekts | Russen          | Armenier        | Griechen        | Insgesamt |
| ----------- | ---------------- | ---------------- | ----------------------------------------------------------------------------------------- | --------------- | --------------- | --------------- | --------- |
| 1886 Zensus | 41,2 % (28.323)  | 06,0 % (4.166)   | 044,6 % (30.640)                                                                          | 01,6 % (1.090)  | 01,6 % (1.106)  | 03,1 % (2.149)  | 069.230   |
| 1897 Zensus | 55,3 % (58.697)  | 24,4 % (25.873)  | 0/                                                                                        | 4,8 % (5.135)   | 06,2 % (6.552)  | 07,0 % (14.045) | 106.179   |
| 1926 Zensus | 27,8 % (55.918)  | 33,5 % (67.494)  | 0/                                                                                        | 6,2 % (12.553)  | 12,8 % (25.677) | 07,0 % (14.045) | 201.016   |
| 1939 Zensus | 18,0 % (56.197)  | 29,5 % (91.967)  | 0/                                                                                        | 19,3 % (60.201) | 15,9 % (49.705) | 11,1 % (34.621) | 311.885   |
| 1959 Zensus | 15,1 % (61.193)  | 39,1 % (158.221) | 0/                                                                                        | 21,4 % (86.715) | 15,9 % (64.425) | 02,2 % (9.101)  | 404.738   |
| 1970 Zensus | 15,9 % (77.276)  | 41,0 % (199.596) | 0/                                                                                        | 19,1 % (92.889) | 15,4 % (74.850) | 02,7 % (13.114) | 486.959   |
| 1979 Zensus | 17,1 % (83.087)  | 43,9 % (213.322) | 0/                                                                                        | 16,4 % (79.730) | 15,1 % (73.350) | 02,8 % (13.642) | 486.082   |
| 1989 Zensus | 17,8 % (93.267)  | 45,7 % (239.872) | 0/                                                                                        | 14,3 % (74.913) | 14,6 % (76.541) | 02,8 % (14.664) | 525.061   |
| 2003 Zensus | 43,8 % (94.606)  | 21,3 % (45.953)  | 0/                                                                                        | 10,8 % (23.420) | 20,8 % (44.870) | 00,7 % (1.486)  | 215.972   |
| 2011 Zensus | 50,8 % (122.069) | 19,3 % (46.367)  | 0/                                                                                        | 9,2 % (22.077)  | 17,4 % (41.864) | 00,6 % (1.380)  | 240.705   |

Etwa 90 % der Einwohner (nach neueren Angaben ca. 60 %) haben Pässe der Russischen Föderation erhalten. Die Nachfrage nach georgischen Pässen in Abchasien ist relativ gering.
Aufgrund der sehr begrenzten internationalen Anerkennung Abchasiens benötigen Bürger Abchasiens für die meisten Reisen ins Ausland eine weitere Staatsbürgerschaft.

### Sprachen

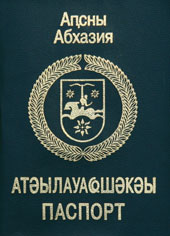
Abchasischer Pass – zweisprachig auf Abchasisch und Russisch bedruckt

In der de facto unabhängigen Republik Abchasien sind nur Abchasisch und Russisch Amtssprachen. Im öffentlichen Leben dominiert das Russische, auch unter ethnischen Abchasen. Russisch ist insbesondere auch die Sprache der Wirtschaft, Bildung und Medien und wird nahezu von der gesamten Bevölkerung beherrscht.
Georgisch ist von der abchasischen Regierung nicht als Amtssprache anerkannt. Da Abchasien von der internationalen Gemeinschaft aber noch immer mehrheitlich als Teil Georgiens gesehen wird, ist Georgisch zumindest theoretisch ebenfalls Amtssprache. Anfragen bei Behörden auf Georgisch werden in der Regel jedoch konsequent ignoriert, offizielle Formulare nicht in dieser Sprache gedruckt oder bearbeitet.
Abchasisch gehört zu den nordwestkaukasischen Sprachen, Russisch ist eine ostslawische Sprache. Beide Sprachen werden im kyrillischen Alphabet geschrieben, während Georgisch, ebenfalls eine kaukasische Sprache, mit der eigenen georgischen Schrift geschrieben wird. Unter dem Stalinismus wurde Abchasisch zwangsweise ebenfalls in georgischer Schrift geschrieben, die Rückkehr zum kyrillischen Alphabet erfolgte 1954. Abchasisch entwickelte sich erst Ende des 19. Jahrhunderts zu einer Schriftsprache, inzwischen gibt es aber eine eigene abchasische Literatur. Durch die über lange Zeit anhaltende Unterdrückung der Sprache beherrschen heute viele Abchasen nicht mehr die Sprache ihrer Vorfahren. Die UNESCO listet Abchasisch als „gefährdete“ Sprache.
Seit der Zeit des Stalinismus war es in der Sowjetunion für Abchasen verpflichtend, sowohl Russisch als auch Georgisch zu lernen.
Seit der Unabhängigkeit wird Georgisch in Abchasien als Fremdsprache so gut wie nicht mehr gelehrt und ist fast nur noch unter ethnischen Georgiern verbreitet. Im Süden des Landes, wo die Mehrheit der Bevölkerung georgischer Herkunft ist, existierten zahlreiche georgische Schulen, die jedoch stark unterfinanziert waren. 2021 schloss die abchasische Regierung die letzten georgischen Schulen, womit Georgisch seitdem nur noch als Fremdsprache unterrichtet wird. Viele Georgier in Abchasien besuchen daher entweder russische Schulen oder pendeln zum Schulbesuch über die Grenze nach Georgien.
Ein großer Teil der in Abchasien lebenden Georgier sind Mingrelier, die als Subethnie der Georgier gelten. Ihre Sprache, das Mingrelische, ist daher ebenfalls in Abchasien verbreitet. Es unterscheidet sich teils deutlich vom Georgischen, dient in der Regel aber nicht als Schriftsprache. Mit der Zeitschrift Gal erscheint in Abchasien die nach eigenen Angaben weltweit einzige Zeitung in mingrelischer Sprache.
Darüber hinaus werden in Abchasien zahlreiche Minderheitensprachen gesprochen, darunter insbesondere Armenisch. Für die armenische Minderheit gab es 2011 insgesamt 32 Schulen im Land. Weitere Minderheitensprachen sind Pontos-Griechisch, Estnisch, Rumänisch und Ukrainisch. Die estnische Minderheit siedelte sich in der zweiten Hälfte des 19. Jahrhunderts in Abchasien an.

### Religion

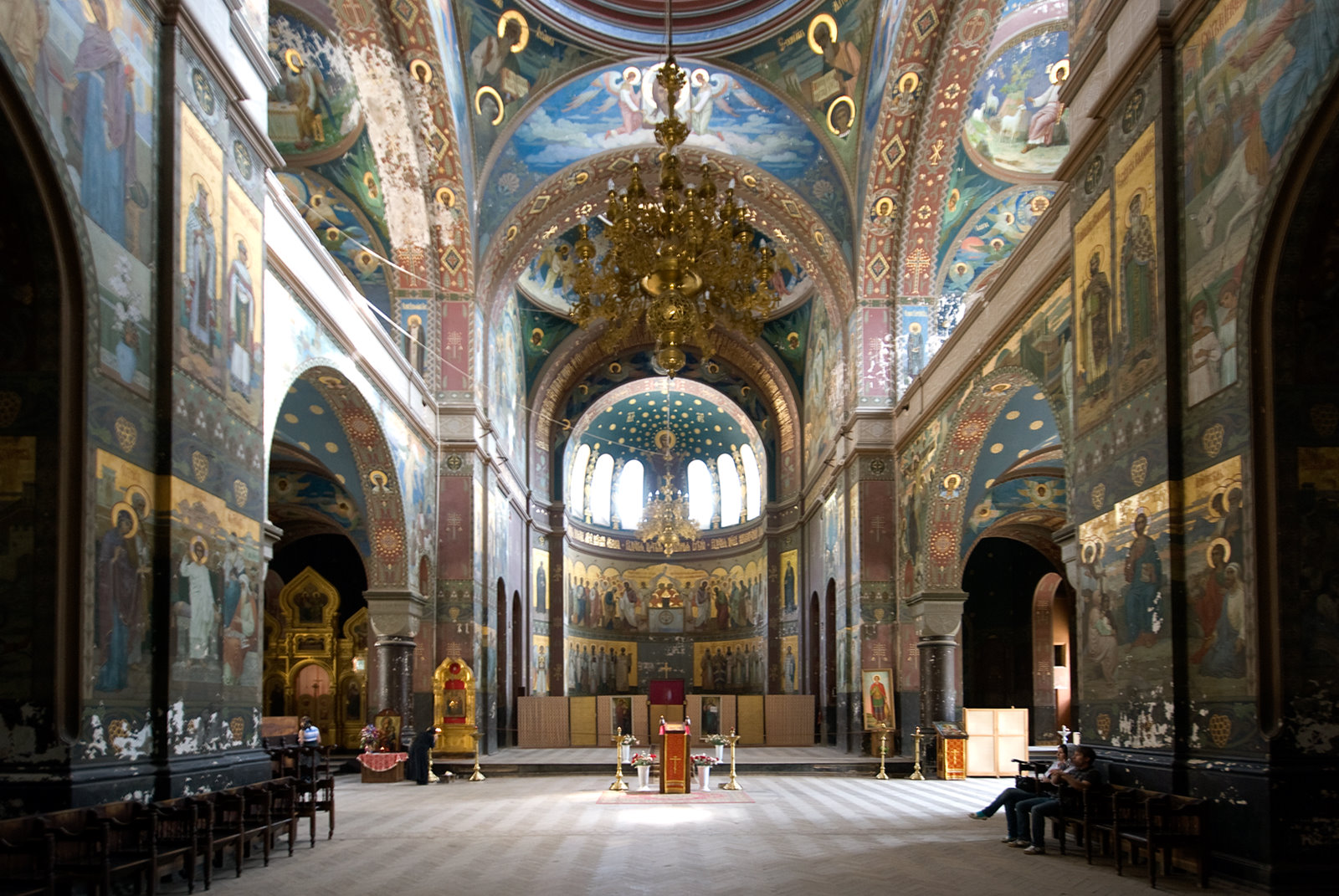
Im Inneren des Klosters Achali Atoni

Laut der letzten Volkszählung im Jahr 2003 sind 60 % der Bevölkerung Christen (Abchasisch-Orthodoxe Kirche, Russisch-Orthodoxe Kirche, Georgisch-Orthodoxe Kirche), 16 % Muslime, 8 % Atheisten, 8 % Anhänger traditioneller abchasischer Religionen oder Neopaganisten, 2 % Anhänger anderer Religionen. Aber nur ein relativ kleiner Teil der sich zu einer Religion bekennenden Personen übt diese Religion auch aktiv aus.
In früheren Jahrhunderten war der Anteil der abchasischen Muslime deutlich höher, ein großer Teil von ihnen emigrierte im 19. Jahrhundert in das Osmanische Reich.

## Geschichte

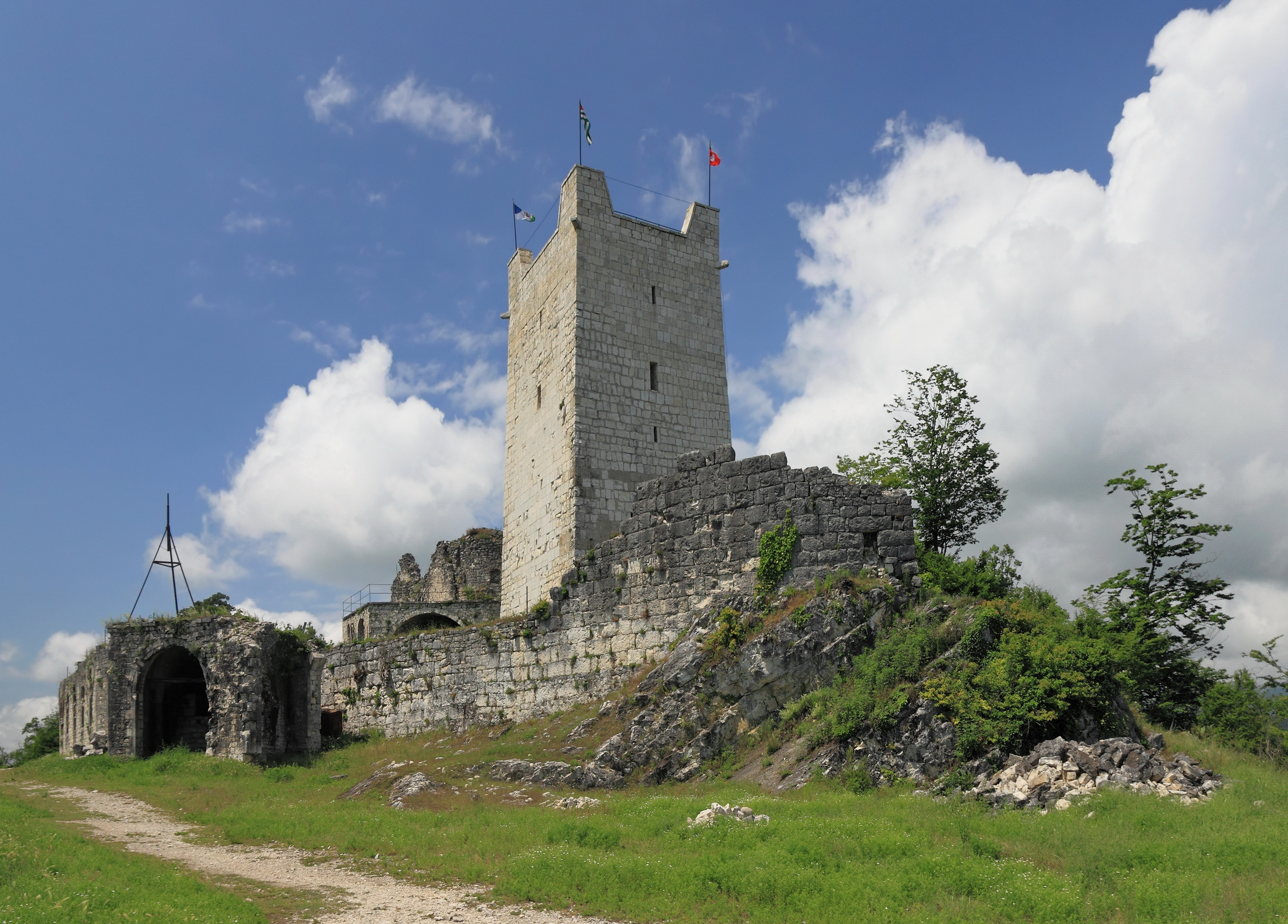
Ruinen des antiken Anacopias

### Antike
Die frühesten archäologischen Funde lassen sich auf das 4. Jahrtausend v. Chr. datieren. Etwa seit dem 9. Jahrhundert v. Chr. gehörte die Region vielleicht zum Reich von Qulḫa, dessen Lokalisierung jedoch umstritten ist. Später gehörte sie zu Kolchis, das mit den Griechen intensiven Handel trieb. Im Rahmen der griechischen Kolonisation wurde dabei auch der Hafen von Dioskurias angelegt, das heutige Sochumi. Seit dem Jahr 63 v. Chr. gehörte Kolchis zum antiken georgischen Königreich Lasika, das im 1. Jahrhundert n. Chr. vom Römischen Reich und nach dessen Teilung von Ostrom bzw. Byzanz abhängig wurde. In der Zeit Kaiser Justinians I. im 6. Jahrhundert wurden die Abchasen zum Christentum bekehrt. Seit dem 7. Jahrhundert war das Land unabhängiges Fürstentum des Byzantinischen Reiches. Nach den Einfällen der Araber wurde es aber zeitweise auch diesen tributpflichtig.

### Königreich Egrisi-Abchasien

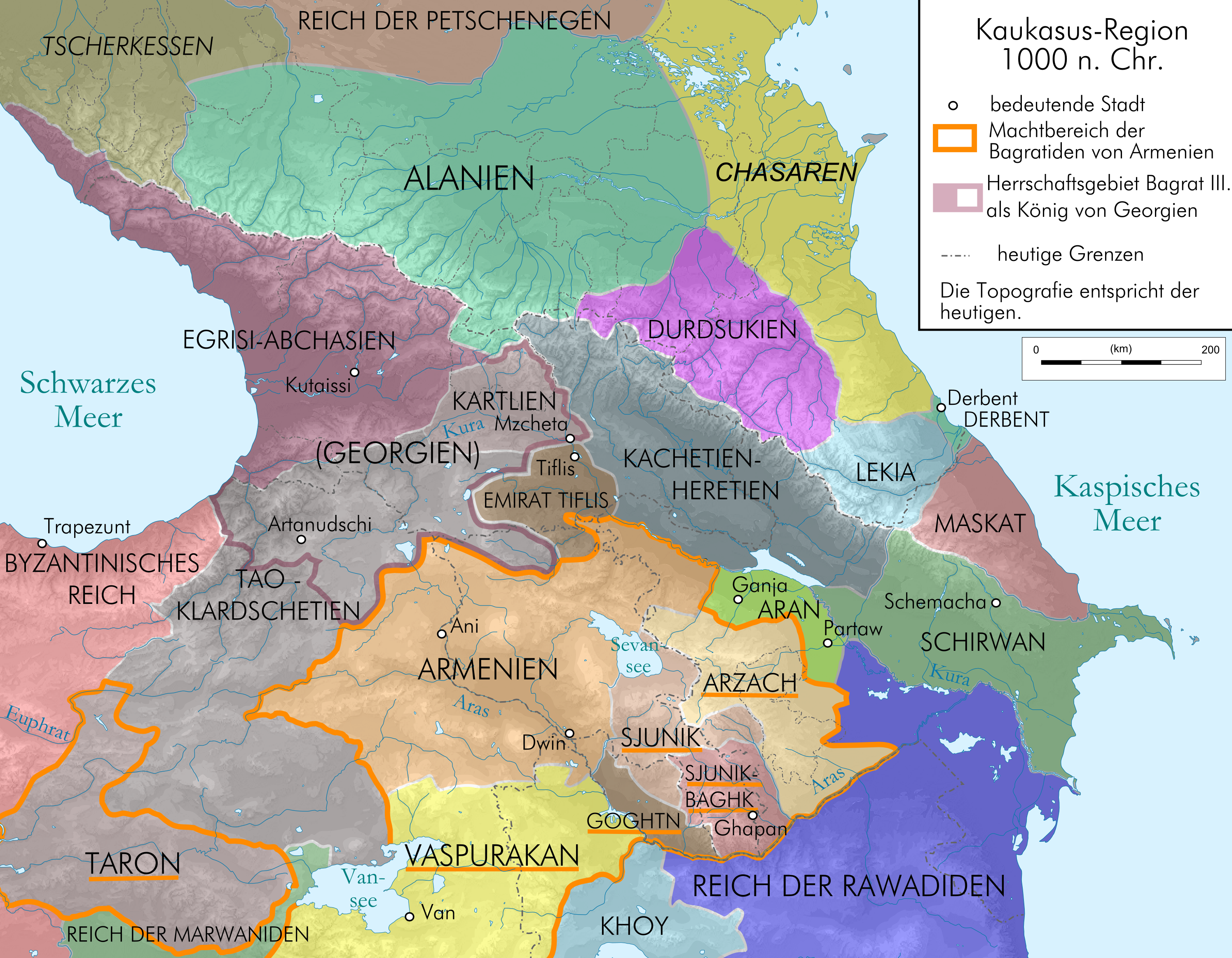
Transkaukasien 1000 n. Chr. mit Egrisi-Abchasien

Die Zugehörigkeit zu Byzanz behielt es bis ins 8. Jahrhundert. Um etwa 780 n. Chr. rief Leon II. das Königreich Abchasien aus, sagte sich von Byzanz los und erklärte sich selbst zum König Abchasiens. Zudem vertrieb er die letzten Araber aus dem Land. In den 780er Jahren konnte Leon II. seine Macht auf Egrisi ausdehnen und beide Königreiche vereinen. Lasika war zu dieser Zeit unbedeutend geworden und war bald Teil des Königreiches. Zu Egrisi-Abchasien gehörten Megrelien, Imeretien, Gurien, Adschara, Swanetien, Ratscha und Letschchumi (heute Teile der Provinz Ratscha-Letschchumi und Niederswanetien) sowie Argweti. Mitte des 9. Jahrhunderts war das Königreich stark genug, dem arabischen Kalifat keinen Tribut mehr zu zahlen.
Egrisi-Abchasien versuchte daraufhin immer energischer, auch in Ostgeorgien Gebiete zu gewinnen. In den 860er Jahren konnte Innerkartlien besetzt werden, das man aber Ende des Jahrhunderts wieder verlor. Mitte des 10. Jahrhunderts hatte es sich das südgeorgische Dshawacheti einverleibt und im Norden wuchs der Einfluss auch auf die Osseten. Nun bedrohte es auch das noch junge Königreich Kachetien. Versuche unter König Leon Teile Heretiens zu erobern, waren aber erfolglos. Nach Thronstreitigkeiten um die Nachfolge Leons wurde als Kompromiss Bagrat III. aus der georgischen Bagratiden-Dynastie zum König Egrisi-Abchasiens und auch Tao-Klardschetiens, durch beider Vereinigung entstand das Königreich Georgien.

### Fürstentum Abchasien und mongolisch-türkische Herrschaft
Nach dem Mongoleneinfall in Georgien 1235 blieb Abchasien von der mongolischen Herrschaft verschont. Jedoch wurde es mit dem Friedensvertrag von 1243 den Mongolen tributpflichtig. Nach einem Aufstand der Georgier gegen die Mongolen floh der georgische König Dawit Narin ins Exil nach Abchasien. Auch ein Aufstand im folgenden Jahr hatte keinen Erfolg und Dawit Ulu, der Anführer des zweiten Aufstandes, floh ebenfalls nach Abchasien. Er kehrte jedoch bald wieder zurück und wurde König von Georgien, als Vasall des Il-Chan-Reiches der Mongolen. Im 15. Jahrhundert entstand das Fürstentum Abchasien, das bis zur zweiten Hälfte des 16. Jahrhunderts eigenständig war.
1578 kam das Gebiet zwischen dem Hauptkamm des Kaukasus und dem Fluss Aras, das Aserbaidschan heißt, und Georgien sowie auch Abchasien, an das Osmanische Reich, das zwar 1639 Aserbaidschan und das östliche Georgien wieder verlor, das westliche Georgien und Abchasien aber weiterhin beherrschte. In der Folgezeit trat dann die Mehrheit der abchasischen Bevölkerung zum Islam über, auch wenn es nach wie vor größere Bevölkerungsteile gab, die am Christentum festhielten. Das Fürstentum Abchasien existierte jedoch auch innerhalb des Osmanischen Reichs weiter und konnte eine gewisse Autonomie bewahren.
Zahlreiche mittelalterliche georgische Kirchen und Klöster, die nach der Vereinigung Abchasiens mit Georgien gebaut wurden, bezeugen die politische und vor allem kulturelle Verbundenheit der abchasischen Adelsschicht des Mittelalters zu Georgien.

### Abchasien im Russischen Reich

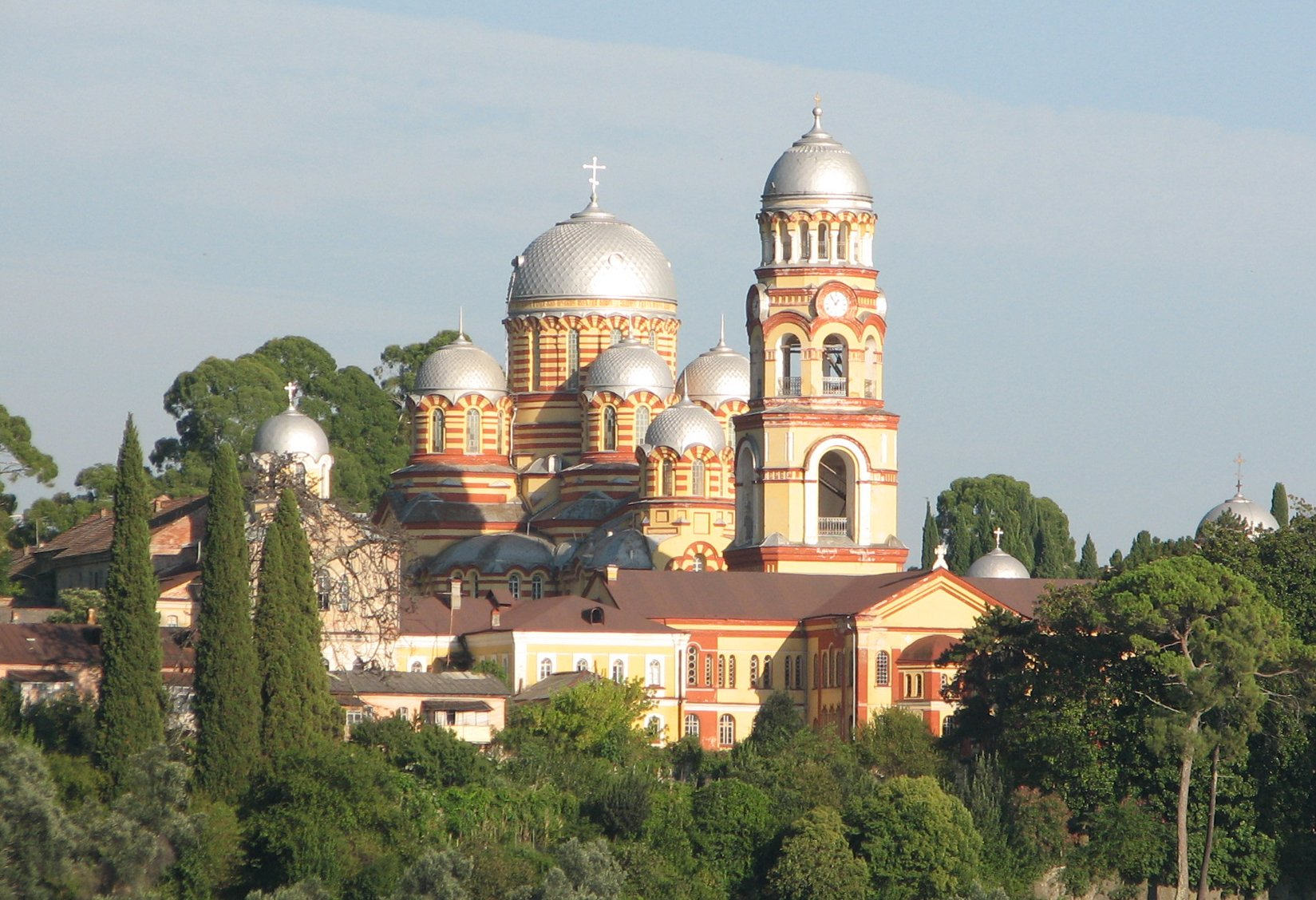
Das von Russen um 1880 erbaute Kloster Achali Atoni (Neu-Athos)

Ab Ende des 18. Jahrhunderts stieß das russische Zarenreich Richtung Kaukasus vor. Das alte Königreich Georgien wurde 1801 russisch, die direkt westlich anschließenden Gebiete folgten in den Jahren darauf. Im Jahr 1810 fiel auch das Fürstentum Abchasien an das Russische Reich.
Das teilautonome Fürstentum Abchasien existierte zunächst auch unter russischer Herrschaft weiter, wurde von Russland aber am Ende des Kaukasuskrieges 1864 endgültig beseitigt. Die Einwohner der eroberten Gebiete rebellierten mehrfach bewaffnet gegen die russischen Besatzer, so 1857 in Sugdidi und 1866 in Suchumi. Die Aufstände wurden jedoch niedergeschlagen.

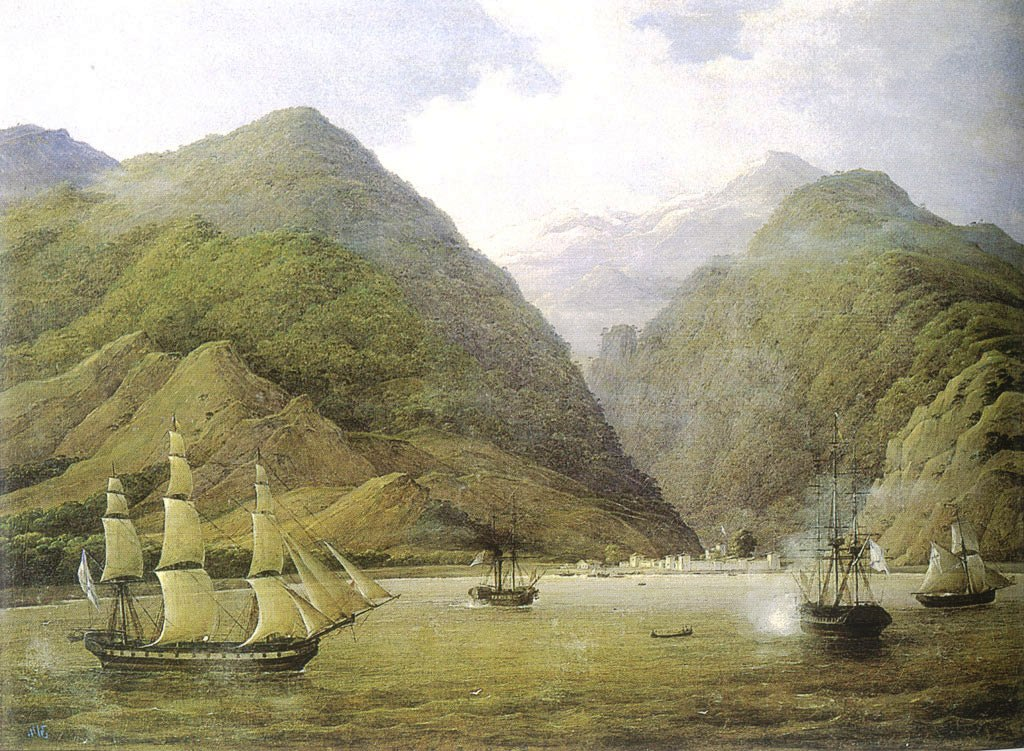
Russische Schiffe bei Gagra, Gemälde von Nikanor Tschernezow aus dem 19. Jahrhundert

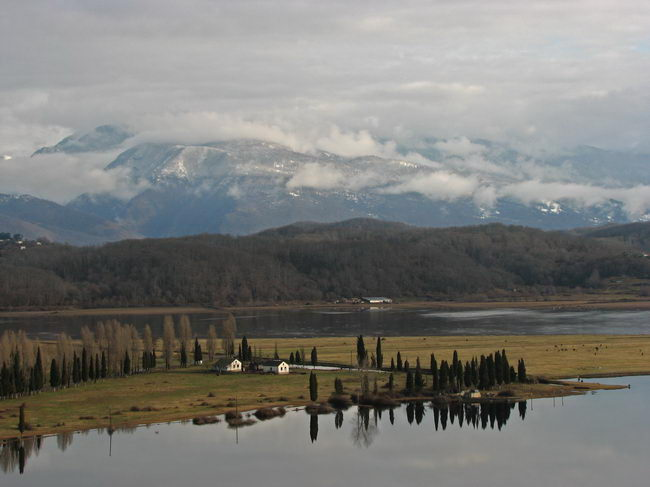
Blick auf den Kaukasus von Pizunda aus

Die antimuslimische Politik der folgenden Jahre führte dazu, dass viele muslimische Abchasen in das Osmanische Reich auswanderten. Der genaue Ablauf der Migrationsbewegungen in der zweiten Hälfte des 19. Jahrhunderts ist bis heute nicht geklärt, aber zugleich ein Streitpunkt zwischen Georgiern und Abchasen und ihrer jeweiligen, von nationalen Interessen mitbestimmten Geschichtsschreibung.
Die massive Auswanderung der Abchasen begann im Jahre 1867, als 20.000 Muslime ihre Heimat verließen. In einer zweiten Welle der Aussiedlung siedelten im Jahre 1877 31.964 Abchasen ins Osmanische Reich aus. Abchasien wurde dadurch teilweise entvölkert. In dieser Zeit wurde auf Veranlassung des Zaren die Liste der abchasischen Muhadschiren, darunter auch muslimische Georgier, in Russisch erstellt. Diese Liste betrug über 200 Seiten und ist ein einzigartiges historisches Dokument, das in russischen Archiven aufbewahrt wird.
Im Jahre 1878 begann die russische Kolonisation Abchasiens, so wurden etwa in Pizunda zahlreiche russische Familien angesiedelt. Dazu kamen mehrere Familien russischer Soldaten in anderen Teilen Abchasiens. Außerdem ließen sich auch Kolonisatoren aus anderen Teilen des russischen Reichs in Abchasien nieder, darunter etwa mehrere hundert Esten (etwa in Sulevi) und Ukrainer. Den Abchasen war zeitweise die Ansiedlung in Küstennähe untersagt. Enteignete Besitztümer wurden häufig russischen Funktionären und Siedlern übertragen. Infolgedessen nahm der Anteil der nicht-abchasischen Bevölkerung in der Region zu. Auch Georgier zogen nun in größeren Zahlen nach Abchasien.
Noch in den Volkszählungen 1886 und 1897 stellten Abchasen aber noch immer die Mehrheit in der Region, wenn auch der genaue Anteil durch die getrennte Erhebung der abchasisch-mingrelischen „Samurzakanier“ 1886 nicht bestimmbar ist, 1897 lag er bei 55,3 %. Zur Volkszählung 1886 waren etwa 1,6 % der Einwohner Abchasiens Russen. Georgier und Mingrelier (ohne den mingrelischsprachigen Anteil der Samurzakanier) stellten zusammen 6,1 %. Daneben machte die griechische Minderheit etwa 3,1 % der Bevölkerung aus, andere Bevölkerungsgruppen stellten den Rest.
Schon Ende des 19. Jahrhunderts begann sich Abchasien zudem zu einem Touristengebiet zu entwickeln, das damals hauptsächlich noch von russischen Adligen frequentiert wurde. Im Zuge des Ersten Weltkriegs und der Oktoberrevolution 1917 zerfiel das Russische Reich allerdings.

### Zwischenkriegszeit und Zugehörigkeit zur Sowjetunion
Nach der russischen Oktoberrevolution gab es in Abchasien Versuche, sich in die kurzlebige Nordkaukasische Bergrepublik zu integrieren, was jedoch scheiterte. Am 9. Februar 1918 traf der abchasische Volkssowjet mit dem nationalen Rat der neugegründeten Demokratischen Republik Georgien eine Vereinbarung zur Regelung ihrer Beziehungen. Die Existenz eines „unteilbaren Abchasien in den Grenzen vom Fluss Ingur bis zum Fluss Msymta“ wurde dabei auch von Georgien anerkannt.
Der neue georgische Staat schickte jedoch bereits im Juni 1918, mit Unterstützung des deutschen Kaiserreichs, Truppen nach Abchasien, die die Region besetzten. Abchasien wurde nun Teil des neuen georgischen Staats. In der abchasischen Geschichtsschreibung wird dies als gewaltsame Annexion Abchasiens durch Georgien aufgefasst. Georgische Historiker sprechen im Gegensatz dazu zumeist von der „Wiederherstellung der Einheit Georgiens“.
Nach der georgischen Parlamentswahl 1919 kam es wegen wirtschaftlicher, interethnischer und sozialer Spannungen, vor allem aber wegen des Fehlens einer modernen Agrarreform, zu bewaffneten Bauernaufständen und ethnischen Konflikten in Abchasien und auch in Südossetien. Sie wurden von bolschewistischen Kräften zum Teil gezielt unterstützt. Die damalige georgische Regierung ging hart gegen bolschewistische und separatistische Bewegungen vor, die insbesondere in Abchasien Zustimmung fanden. Abchasien wurden im Jahr 1921 zwar noch gewisse Autonomierechte gewährt, doch schon im März 1921 besetzte die 9. Armee der Roten Armee die gesamte Demokratische Republik Georgien und damit auch Abchasien, das nun Teil der Sowjetunion wurde.

#### Abchasische SSR

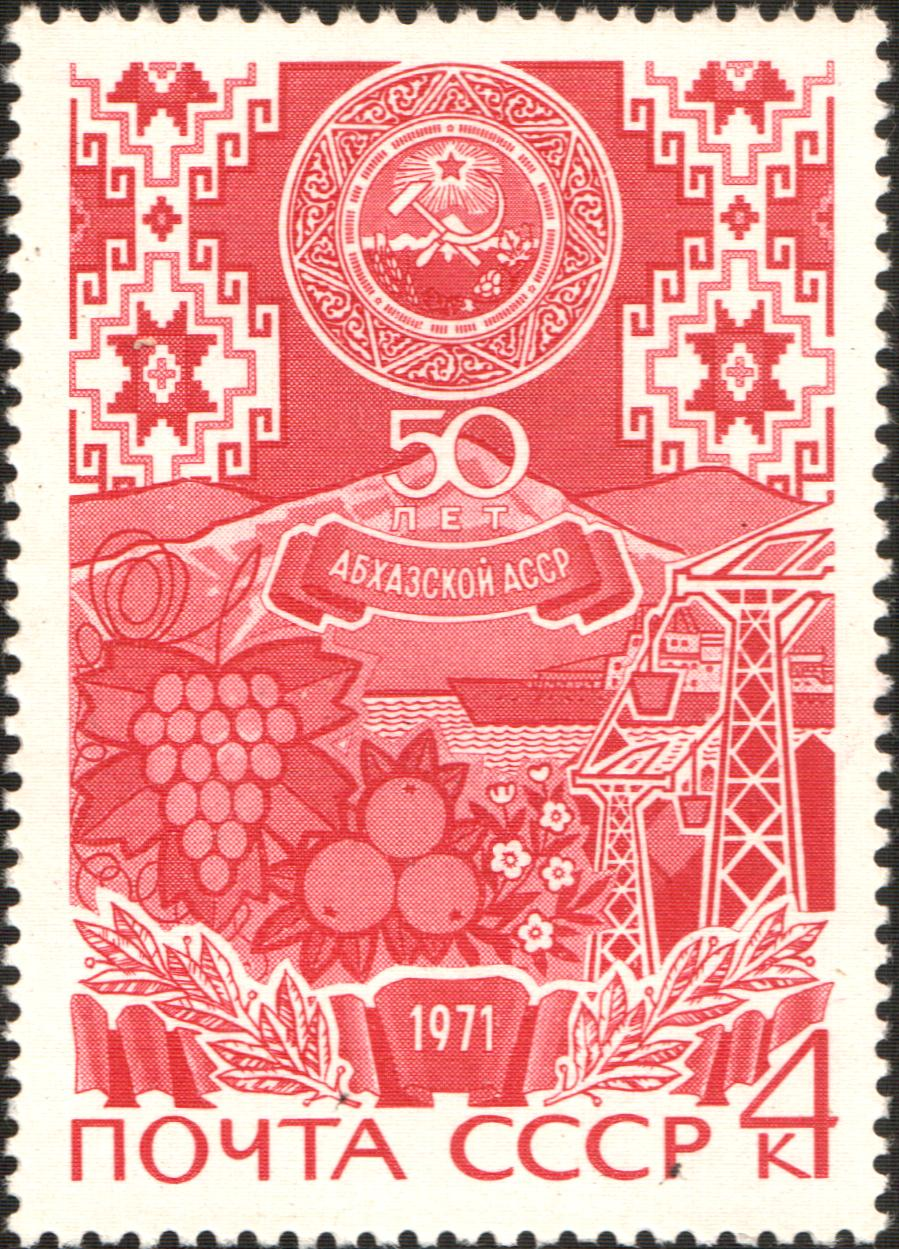
50 Jahre ASSR Abchasien (sowjetische Briefmarke 1971)

Am 28. März 1921 wurde die Abchasische Sozialistische Sowjetrepublik (Abchasische SSR) auf einer gemeinsamen Sitzung des Kaukasischen Büros der KPdSU gegründet. Sie war nun eine eigenständige Sowjetrepublik, die unabhängig von der georgischen Sowjetrepublik und rechtlich mit allen anderen Sowjetrepubliken gleichgestellt war. Die erste Regierung des sowjetischen Abchasiens wurde von Nestor Lakoba angeführt. Abchasien wurde auch 1922 bei der Bildung der Transkaukasischen Föderativen Sowjetrepublik als mit den anderen Teilrepubliken gleichberechtigter Bestandteil der Union behandelt.
In jener Zeit entstand erstmals in größerem Umfang eine abchasische Literatur, die Region entwickelte sich zudem zunehmend zu einer der populärsten Touristenregionen der Sowjetunion, teilweise wurde Abchasien als „rote Riviera“ bezeichnet. Bis 1926 stieg die Einwohnerzahl Abchasiens auf über 200.000 Einwohner.

#### Abchasien als Teil der Georgischen SSR

Flagge der Abchasischen Autonomen Sozialistischen Sowjetrepublik (1931–1991)

Auf Befehl Josef Stalins wurde 1931 die Abchasische SSR innerhalb der georgischen Unionsrepublik als Abchasische Autonome Sozialistische Sowjetrepublik eingegliedert.
Offiziell wurde dies durch die mangelhaften Erfolge der abchasischen Führung bei der Kollektivierung der Landwirtschaft begründet. Wenige Wochen später, Mitte Februar 1931, kam es zu einem Aufstand der abchasischen Bevölkerungsteile, die gegen die zwangsweise Kollektivierung der Landwirtschaft und die Beschneidung der abchasischen Traditionen aufbegehrte. Die Führung der kommunistischen Partei Abchasiens unter dem Abchasen Nestor Lakoba nahm zunächst Verhandlungen auf und verhielt sich abwartend. Die Aufständischen versuchten auch, mehr oder weniger vergeblich, Bewohner anderer Ethnien, wie Armenier, Russen oder Georgier, auf ihre Seite zu ziehen. Lakoba versuchte auf der einen Seite, den Konflikt friedlich zu lösen und Konzessionen an die Aufständischen zu machen, auf der anderen Seite jedoch, gegenüber der Moskauer Parteiführung sein Gesicht zu wahren. Der Konflikt endete mit einer nächtlichen Verhaftung der Aufständischen.
Nach dem Anschluss Abchasiens an die georgische Unionsrepublik wurden die kulturellen Rechte der Abchasen beschnitten und Bestrebungen nach Wahrung der nationalen Identität als konterrevolutionär bestraft. In der abchasischen Geschichtsschreibung wird vermutet, dass während des Stalinismus eine gezielte Bevorzugung der Georgier stattgefunden hat, da zahlreiche prominente sowjetische Politiker, darunter Stalin und Lawrenti Beria, georgischer Nationalität waren.
Es wird von abchasischer Seite vermutet, dass bereits der Anschluss Abchasiens an die georgische Unionsrepublik in Zusammenhang mit der georgischen Herkunft Berias und Stalins stand,
was jedoch umstritten ist. Auf Initiative Lawrenti Berias setzte eine repressive „Georgisierungspolitik“ ein, die Bevölkerungsverhältnisse änderten sich zugunsten der Georgier, bedingt durch systematische Ansiedlungen georgischer Siedler.
Zum Schuljahr 1945/46 wurden alle abchasischsprachigen Schulen geschlossen, abchasische Schüler mussten georgischsprachige Schulen besuchen. Die abchasische Sprache, sofern sie überhaupt noch in der Öffentlichkeit verwendet werden durfte, wurde zwangsweise auf das georgische Alphabet umgestellt. Die meisten abchasischen Publikationen mussten ihre Veröffentlichung einstellen. Den stalinistischen Säuberungen fiel in Abchasien ein großer Teil der Intelligenzija zum Opfer. 1936 wurde der populäre abchasische Parteisekretär Nestor Lakoba auf Anweisung von Lawrenti Beria vergiftet. Lakoba hatte bis dahin als Fürsprecher der Abchasen einen gewissen Einfluss besessen. Jahrhunderte alte abchasische Dörfer wurden umbenannt und erhielten georgische Namen. Auch Familiennamen wurden georgisiert. Die Abchasen wurden zur Minderheit im eigenen Land. 1949 wurde auch die altansässige griechische Minderheit Abchasiens nach Zentralasien deportiert (1939 etwa 11 % der Bevölkerung) und dafür georgische Siedler ins Land geholt. 1952 waren 80 % der führenden Parteimitglieder in Abchasien ethnische Georgier.
In der abchasischen Öffentlichkeit werden die Repressionen der Sowjetzeit heute insbesondere mit Georgien und der Führung der Georgischen SSR in Tiflis verbunden und weniger mit der sowjetischen Zentralmacht in Moskau.
Nach Stalins Tod und Berias Hinrichtung im Jahr 1953 wurde im Zuge der Tauwetter-Periode ein großer Teil der repressiven Maßnahmen gegen Abchasen wieder aufgehoben, sie konnten wieder in größerem Umfang am politischen Leben teilnehmen. Abchasische Schulen wurden wiedereröffnet, Zeitungen konnten erneut erscheinen. Auch die griechische Minderheit durfte wieder zurückkehren.
1959 hatte Abchasien über 400.000 Einwohner, von denen nur noch 15,1 % Abchasen waren und denen etwa 39 % Georgier gegenüberstanden. Der Rest der Bevölkerung bestand insbesondere aus Russen (21 %) und Armeniern (16 %). Wirtschaftlich entwickelte sich die Region nach dem Zweiten Weltkrieg äußerst erfolgreich. Eine letzte sowjetische Volkszählung im 1989 ergab für Abchasien eine Bevölkerungsverteilung von 45 % Georgiern und 18 % Abchasen.
Immer wieder kam es zu Spannungen in Abchasien. 1978 wurden unter der Anschuldigung des Nationalismus mehrere Abchasen verhaftet, die sich öffentlich gegen eine repressive Politik gegenüber dem abchasischen Volk ausgesprochen hatten. Unter dem Einfluss der Gorbatschowschen Reformpolitik (Glasnost und Perestroika) erstarkten nationalistische Kräfte überall in der gesamten Sowjetunion. Auch unter Georgiern und Abchasen war dies der Fall, der Konflikt zwischen beiden Volksgruppen verschärfte sich ab Ende der 1980er-Jahre. Die georgische Nationalbewegung versuchte immer offener ihr Ziel einer Loslösung von der Sowjetunion zu erreichen, während die Abchasen dem ablehnend gegenüberstanden. Im Gegenzug dazu forderten sie eine Trennung von der georgischen Sowjetrepublik und die Wiederherstellung des Status als eigenständige Unionsrepublik.
1989 demonstrierten im abchasischen Lychny rund 30.000 Menschen für eine Trennung Abchasiens und Georgiens, was Gegenproteste ethnischer Georgier nach sich zog. Kurz vor dem Zerfall der Sowjetunion hatte Abchasien etwa 525.000 Einwohner.

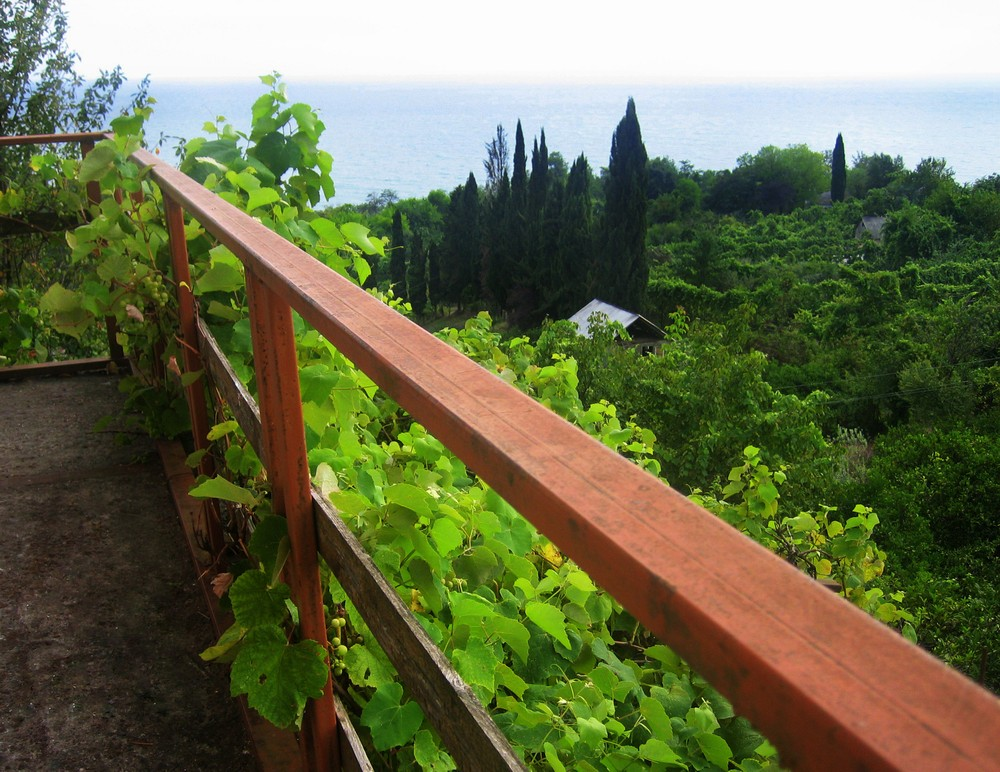
Blick auf das Schwarze Meer bei Eschera

### Postsowjetische Zeit
Die Georgische SSR war eine der ersten Unionsrepubliken, die sich von der Sowjetunion lossagte. Erster Staatspräsident wurde der Nationalist Swiad Gamsachurdia, der eine sehr minderheitenfeindliche Politik verfolgte. In mehrheitlich von Minderheiten bewohnten Regionen, insbesondere in Abchasien und Südossetien, war die Lage ohnehin bereits angespannt. Es begannen dort nun größere Unruhen und Massendemonstrationen.
Unter Gamsachurdias Führung stürzte ganz Georgien schließlich in einen Bürgerkrieg und mehrere Gebietsabspaltungen, auch in der mehrheitlich von ethnischen Georgiern bewohnten Region Adscharien. Auch in Abchasien eskalierte die Situation, die Forderungen nach staatlicher Unabhängigkeit wurden dort immer lauter. Neben den Abchasen sahen auch große Teile der in Abchasien lebenden Armenier, Russen und Ukrainer ihre Rechte in einem neuen georgischen Nationalstaat als bedroht an. Aus Protest gegen die Politik Georgiens solidarisierten sich daher die meisten nicht-georgischen Bewohner Abchasiens mit den Abchasen.

#### Sezessionskrieg

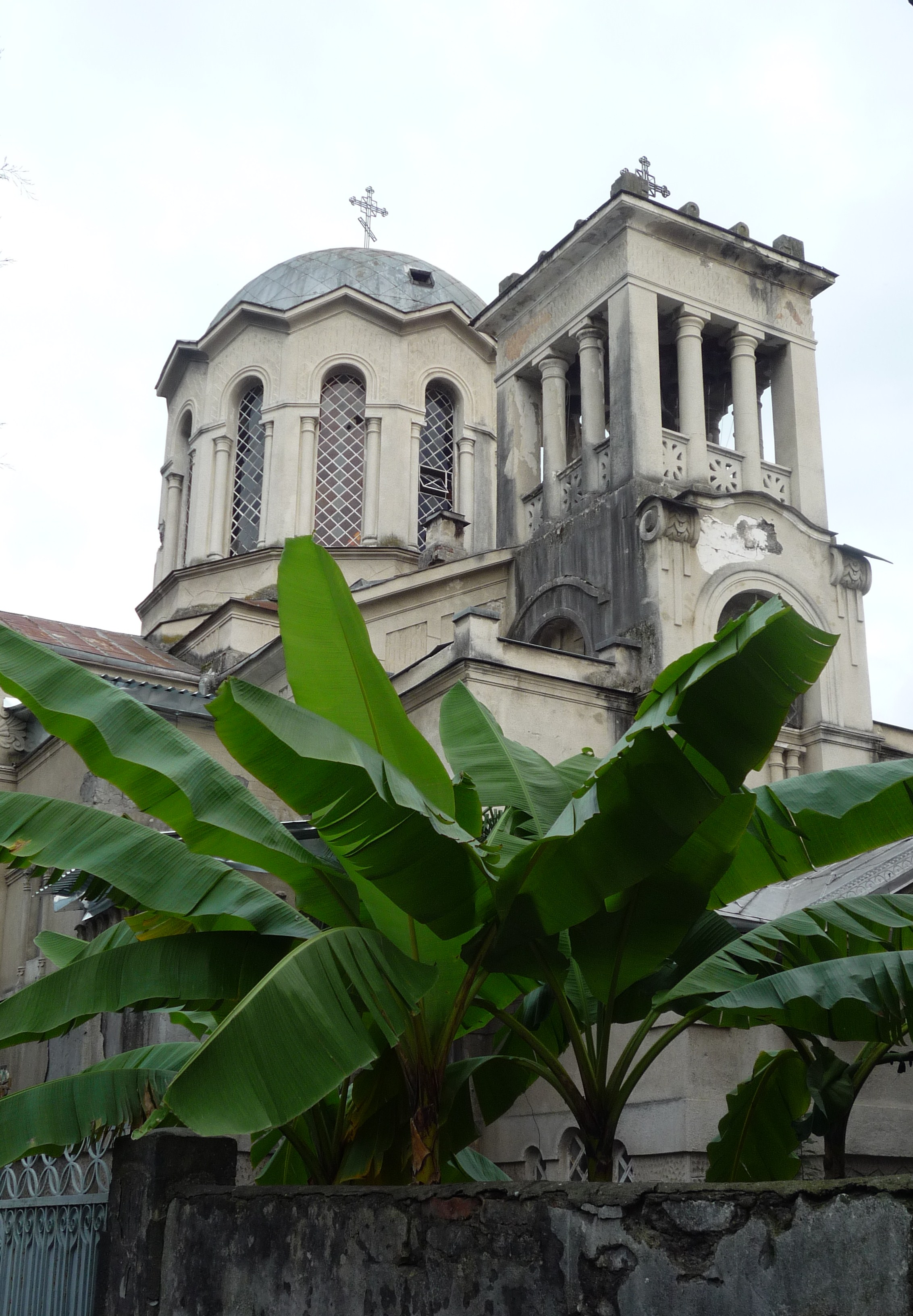
Verkündigungskirche in der Hauptstadt

##### Zuspitzung der Krise ab 1989 und Ausrufung der Unabhängigkeit
Bevor sich Georgien im April 1991 von der Sowjetunion lossagte, kam es im Juli 1989 zu den schwersten Unruhen und interethnischen Konflikten in Abchasien seit den 1920er-Jahren. Anlass war die geplante Eröffnung einer Filiale der Staatlichen Universität Tiflis in der abchasischen Hauptstadt. Das Thema der Universität in Abchasien war damals ein äußerst sensibles Problem. Es gab in der Region keine einzige vollwertige Universität, das Pädagogische Institut Suchumi war jedoch eine universitätsähnliche Hochschule, an der dreisprachig (abchasisch, russisch, georgisch) unterrichtet wurde. Der georgische Teil des Instituts sollte herausgelöst werden und in eine neugegründete Filiale der Tiflisser Universität überführt werden. Georgien steuerte zu diesem Zeitpunkt bereits erkennbar auf einen Austritt aus der Sowjetunion zu. Diese Entwicklung wurde von Abchasen mehrheitlich mit Skepsis gesehen. Im multiethnischen Abchasien waren öffentliche Einrichtungen meist mehrsprachig. Schon Monate zuvor hatte auf Druck der immer stärker werdenden georgischen Nationalbewegung ein Trend begonnen, bei dem der georgische Teil bestehender öffentlicher Institutionen abgetrennt und in separate Einrichtungen mit spezifisch georgisch-nationalem Charakter überführt wurde. Mit diesen Maßnahmen bezweckte man eine Reduzierung des Einflusses der sowjetischen Zentralmacht. Im Laufe des Jahres 1989 wurden etwa das städtische Theater oder Sportvereine anhand ethnischer Trennlinien aufgeteilt. Die Tatsache, dass die wichtigste und einzige höhere Bildungseinrichtung Abchasiens nun ebenfalls geteilt werden sollte und nur der georgische Teil künftig den prestigeträchtigen Titel „Universität“ führen sollte, löste unter Abchasen und anderen Nicht-Georgiern eine Welle der Empörung aus. Nach Beschwerdebriefen an den Obersten Sowjet der UdSSR wurde die Teilung von oberster sowjetischer Stelle untersagt. Die lokale georgische Führung ignorierte jedoch die Anweisungen aus Moskau. 30.000 national gesinnte Georgier aus allen Teilen des Landes traten unter der Führung von Merab Kostawa einen „Marsch nach Suchumi“ an, um die Aufteilung der Universität zu unterstützen, während in Suchumi andererseits antigeorgische Demonstrationen mit Tausenden von Teilnehmern stattfanden. Weil die Lage bereits so angespannt war und ein Gewaltausbruch befürchtet wurde, versuchte man in Abchasien die Waffen privater Waffenbesitzer einzuziehen. Nichtsdestoweniger begann am 12. Juli mit der Erstürmung einer georgischen Zeitung in Suchumi durch abchasische Demonstranten eine Gewaltspirale, die über eine Woche anhielt, bis schließlich sowjetische Truppen die Ordnung wiederherstellen konnten. Es kam zu Straßenschlachten zwischen georgischen Nationalisten auf der einen Seite und abchasischen Nationalisten, teilweise unterstützt von lokal ansässigen Armeniern und Russen, auf der anderen Seite. Bis Ende Juli kamen 18 Menschen ums Leben, 448 wurden verletzt. Die Juli-Ereignisse ließen bereits einen bald bevorstehenden Krieg in Abchasien erahnen.
Die Bestrebungen nach einer Sezession von Georgien wurden in Abchasien spätestens 1991 zum bestimmenden Thema der dortigen Politik. Der georgische Präsident Swiad Gamsachurdia wurde zwar im Januar 1992 durch einen Militärputsch gestürzt, doch dessen Anhänger waren weiterhin in ganz Georgien aktiv und sorgten insbesondere auch in Abchasien für immer stärkere Unruhe.
Viele Abchasen befürchteten in einem unabhängigen Georgien kulturelle Unterdrückung wie zur Zeit des Stalinismus. Fast alle nicht-georgischen Bewohner Abchasiens, darunter insbesondere auch Russen, Armenier, Ukrainer und Griechen, unterstützten bis zuletzt einen Verbleib bei der Sowjetunion.
Die Sowjetunion löste sich jedoch mit der Erklärung von Alma-Ata im Dezember 1991 endgültig auf.
Nachdem zuvor Georgien alle Verträge, die in der Sowjetzeit (1921–1991) unterzeichnet worden waren, für nichtig erklärt hatte, rief der Vorsitzende des Obersten Sowjets Abchasiens, Wladislaw Ardsinba, am 23. Juli 1992 die Unabhängigkeit Abchasiens von Georgien aus. Er versuchte gleichzeitig, Unterstützung aus Russland zu mobilisieren und stellte Kontakte zu zahlreichen russischen Militärs und Politikern her, darunter etwa Ruslan Chasbulatow und Alexander Ruzkoi. In Abchasien wurden nun eigene Milizen gebildet, Georgien verlor innerhalb kurzer Zeit die Kontrolle über den Großteil Abchasiens.

##### Offener Krieg
Georgien wollte dies jedoch nicht hinnehmen und versuchte Abchasien unter Einsatz militärischer Gewalt wieder in seinen Staatsverband einzugliedern. Am 14. August 1992 rückten georgische Einheiten unter dem Befehl des damaligen Verteidigungsministers Tengis Kitowani über die abchasisch-georgische Grenze vor. Die Abchasen leisteten Widerstand, gleichzeitig sprach Wladislaw Ardsinba im öffentlichen Fernsehen über eine Aggression Georgiens gegen den „unabhängigen abchasischen Staat“ und rief die Abchasen auf, die Georgier mit allen zur Verfügung stehenden Mitteln zu bekämpfen.

Frontbewegungen in Abchasien von 1992–1993

Die abchasischen Truppen waren anfangs schlecht ausgerüstet und organisiert, weshalb die georgischen Truppen die Hauptstadt Sochumi schon am 18. August vollständig einnehmen und die Abchasen stark zurückdrängen konnten. Unter der Führung von Schiuli Schartawa versuchte man in Abchasien eine Georgien gegenüber loyal eingestellte Regierung zu installieren.
Bis September 1992 konnte Georgien über Gagra bis zur russischen Grenze bei Sotschi vorstoßen und das von Abchasen kontrollierte Gebiet in zwei Teile zerschlagen: Ein größeres Gebiet um die Stadt Gudauta und eine kleinere Enklave um Tqwartscheli, eine Hochburg der Abchasen. Tkwartscheli, eine Stadt mit hohem russischen Bevölkerungsanteil, wurde belagert, woraufhin in der Stadt eine humanitäre Krise ausbrach. Russland versorgte die Stadt daraufhin über eine Luftbrücke und flog Zivilisten aus.
Nachdem die georgische Armee große Teile Abchasiens unter ihre Kontrolle gebracht hatte, kam es dort zu Plünderungen, Zerstörungen abchasischer Kulturdenkmäler und schweren Ausschreitungen gegen nicht-georgische Zivilisten. Laut Human Rights Watch sollen georgische Truppen in dieser Phase des Krieges aktiv an ethnischen Säuberungen gegen Abchasen beteiligt gewesen sein. Ab 1992 setzten abchasische Milizen dieselbe Praxis zunehmend gegen die georgische Zivilbevölkerung um. Besonders paramilitärische Einheiten wie die Sakartwelos Mchedrioni waren in Verbrechen verwickelt. Viele in Abchasien lebende Russen, Armenier und Angehörige anderer Minderheiten, die bereits vorher mit den Abchasen sympathisierten, ergriffen nun aktiv Partei gegen Georgien und schlossen sich den abchasischen Truppen an. Besonders Armenier kämpften in großer Zahl auf abchasischer Seite und bildeten eigene Bataillone. Unterstützung bekamen die Abchasen auch von Kosaken und der Konföderation der Kaukasusvölker. Freiwillige aus dem Nordkaukasus und aus anderen Teilen Russlands reisten nach Abchasien, um dort den Unabhängigkeitskampf der Abchasen zu unterstützen. Zu den Freiwilligen in Abchasien sollen auch tschetschenische Guerillas unter dem Kommando des späteren Topterroristen Schamil Bassajew gehört haben, der in dieser Zeit sogar kurzzeitig zum stellvertretenden Verteidigungsminister Abchasiens aufstieg.
Die abchasische Armee war von der georgischen Offensive im Sommer überrascht worden und hatte sich bislang eher zurückgezogen, als sich größeren Kämpfen zu stellen. Im Oktober 1992, inzwischen unterstützt von zahlreichen Freiwilligen, gingen die Abchasen erstmals selbst in die Offensive. Unter hohen Verlusten nahmen sie die Stadt Gagra ein und vertrieben georgische Einheiten aus dem gesamten Norden Abchasiens. Hier begingen nun Abchasen ebenfalls schwere Kriegsverbrechen und es kam zu ethnischen Säuberungen. Tausende Georgier flohen über die russische Grenze, von wo aus sie nach Georgien weitertransportiert wurden. Im Laufe des Jahres 1993 erlitt Georgien schwere Niederlagen in Abchasien. Schon im Frühjahr 1993 begannen die Abchasen mit der Vorbereitung einer Offensive, um Suchumi einzunehmen. Bis zum Sommer war Suchumi von zwei Seiten eingekreist worden. Am 27. Juli wurde jedoch unter russischer Vermittlung ein Waffenstillstandsabkommen zwischen den beiden Kriegsparteien ausgehandelt, das zunächst hielt. Im August 1993 brach in Westgeorgien ein bewaffneter Aufstand der Anhänger von Ex-Präsident Swiad Gamsachurdia aus, der am 24. September aus dem Exil zurückkehrte. Ausgehend von Sugdidi konnten die Gamsachurdia-Rebellen innerhalb weniger Wochen bedeutende Städte wie Poti und Senaki einnehmen, bis kurz vor Kutaissi vordringen und in den noch von Georgien kontrollierten Teil Abchasiens einrücken, wo sie unter anderem die wichtige Stadt Gali eroberten. Die regulären georgischen Einheiten in Suchumi waren nun vom Nachschub auf dem Landweg abgeschnitten, konnten nur via Seeweg versorgt werden und waren nun eingekreist: auf der einen Seite von Abchasen, auf der anderen Seite von Gamsachurdia-Anhängern. Georgien vertraute auf den Waffenstillstand mit den Abchasen und zog schwere Waffen aus Suchumi ab, teils um den Bedingungen des Waffenstillstands Folge zu leisten, teils um auf der anderen Seite der Front gegen Gamsachurdias Truppen vorzugehen.
Georgien versank nun im Chaos. Neben Abchasien führte es noch immer einen weiteren Krieg gegen bewaffnete Separatisten in Südossetien und nun auch gegen die Gamsachurdia-Anhänger, zudem hatte sich der muslimisch geprägte Landesteil Adscharien ebenfalls faktisch abgespalten.
Die Abchasen hielten sich anfangs an das Abkommen. Mit der schweren Krise Georgiens sahen sie aber im September 1993 eine völlig unverhoffte Chance, ihr vorher nicht mehr realistisches Kriegsziel der vollständigen Eroberung Abchasiens doch noch zu erreichen. Am 16. September 1993 brachen die Abchasen den Waffenstillstand und begannen mit einer Großoffensive auf Suchumi, das sie nach elf Tagen intensiver Kämpfe einnehmen konnten. Mit dem Fall Suchumis brach die georgische Front in Abchasien zusammen. Aus Angst vor Rache floh ein Großteil der ethnischen Georgier aus Abchasien. Zurückbleibende Georgier wurden auch teils Opfer weiterer schwerer Übergriffe. So kam es nach der Niederlage in Suchumi zu einem brutalen Massaker an der georgischen Zivilbevölkerung. Bis zum 30. September rückten die Abchasen bis an die Grenze des ehemals sowjetischen Abchasiens am Fluss Egry / Enguri vor, lediglich im dünn besiedelten Kodori-Tal konnte Georgien, gestützt auf lokale Warlords, eine Präsenz erhalten. Damit endeten die offenen Kampfhandlungen.
Der Krieg dauerte etwas über ein Jahr und führte zu schwersten Kriegsverbrechen auf beiden Seiten. Human Rights Watch geht von 4000 Toten auf der Seite der Abchasen sowie weiteren 4000 toten Georgiern aus. Insgesamt mussten durch den Konflikt rund 250.000 Menschen fliehen. Der Großteil der Flüchtlinge, etwa 200.000, war dabei georgischer Herkunft. Die meisten georgischen Flüchtlinge strandeten in Tiflis, viele von ihnen konnten später aber wieder nach Abchasien zurückkehren. Heute leben dort wieder mehr als 46.000 Georgier, bevorzugt in der Provinz Gali, wo sie die Mehrheit der Bevölkerung bilden.

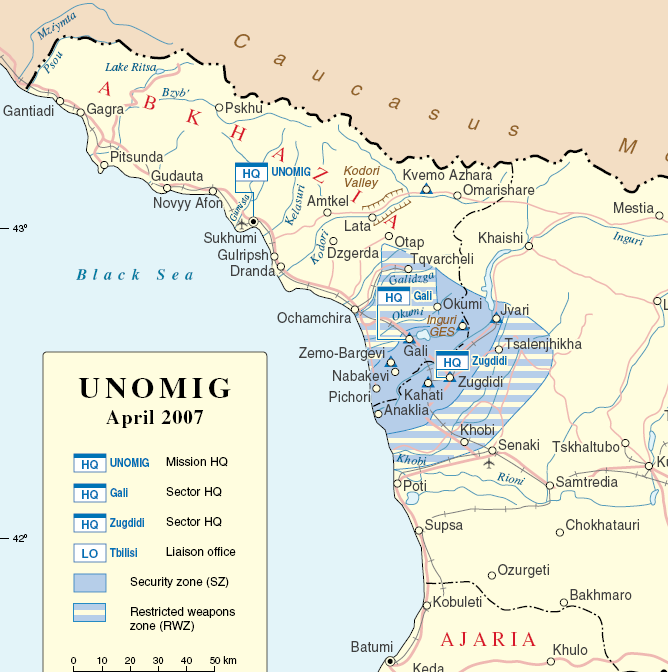
Stationierungsgebiet der UNOMIG

Am 14. Mai 1994 wurde nach drei vergeblichen Anläufen unter Vermittlung der Vereinten Nationen ein Waffenstillstand vereinbart. Er sah vor, dass Abchasien eine eigene Flagge, ein Wappen und eine eigene Verfassung haben darf. In seiner Verfassung betrachtet sich Abchasien fortan als unabhängige „Republik Abchasien.“ 1500 russische Soldaten sorgten danach als Friedenstruppe der Gemeinschaft Unabhängiger Staaten (GUS) für die Einhaltung des 1994 geschlossenen Waffenstillstandes zwischen Georgiern und Abchasen. Die Einhaltung des Abkommens wurde durch eine 121-köpfige United Nations Observer Mission in Georgia (UNOMIG) überwacht. Deutschland stellte mit elf Soldaten ebenfalls ein Kontingent der Mission. Obschon Russland offiziell nicht involviert war, starben 46 russische Soldaten, und mehrere Flugzeuge und Hubschrauber mit russischen Piloten wurden abgeschossen.

#### Friedensverhandlungen
Wiederholt wurde vergeblich unter der Schirmherrschaft der Vereinten Nationen über eine Beendigung des Konflikts verhandelt. Dabei ging es um eine Rückführung der Flüchtlinge und eine politische Lösung auf der Basis der territorialen Integrität Georgiens. Das scheiterte jedoch an der De-facto-Regierung Abchasiens, die stets auf einer völligen Unabhängigkeit beharrte.

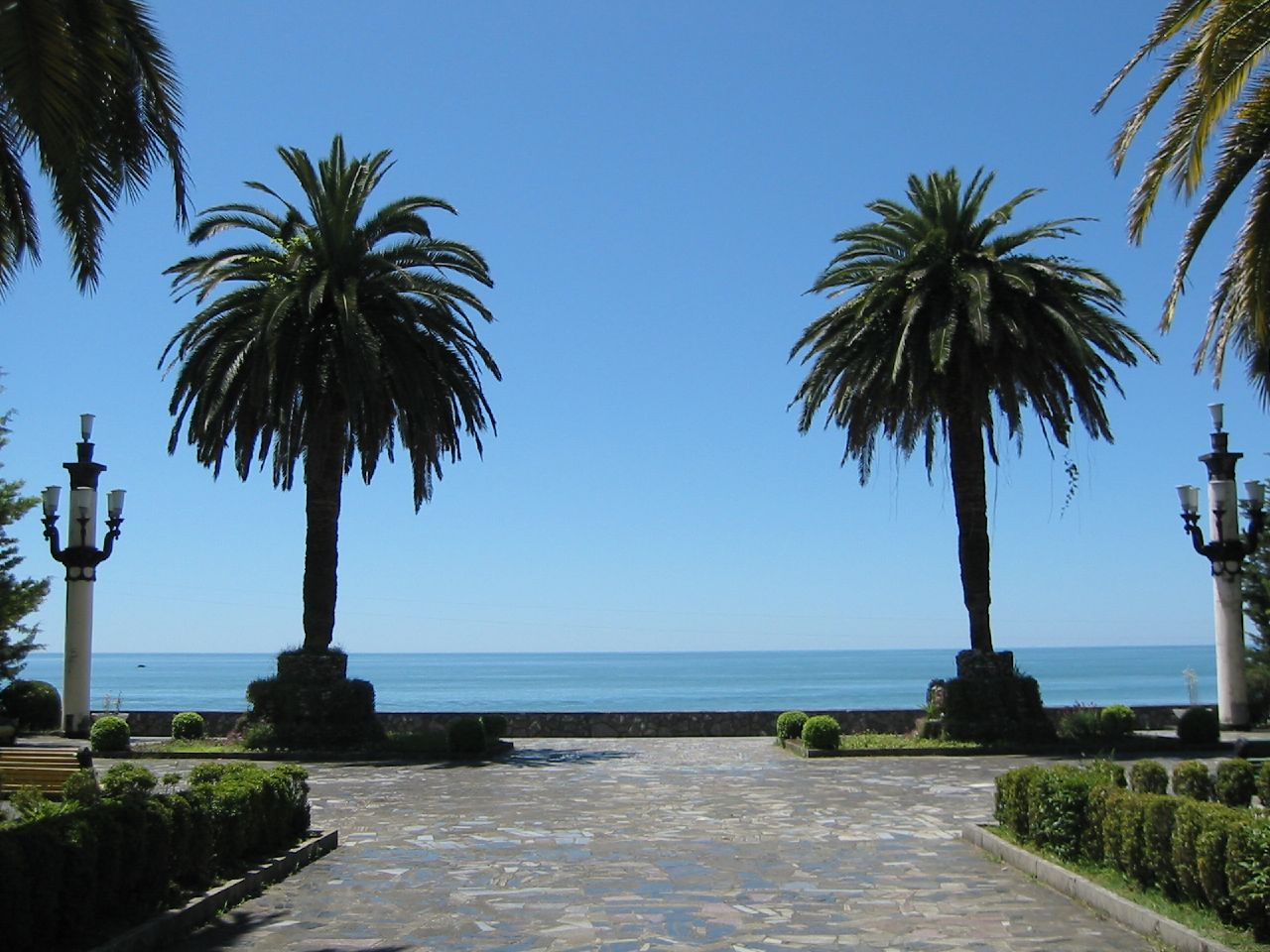
Esplanade in Gagra

Im Oktober 2001 entbrannte der bewaffnete Konflikt zwischen georgischen Partisanen und abchasischen Sicherheitskräften in der georgisch-abchasischen Grenzregion erneut.

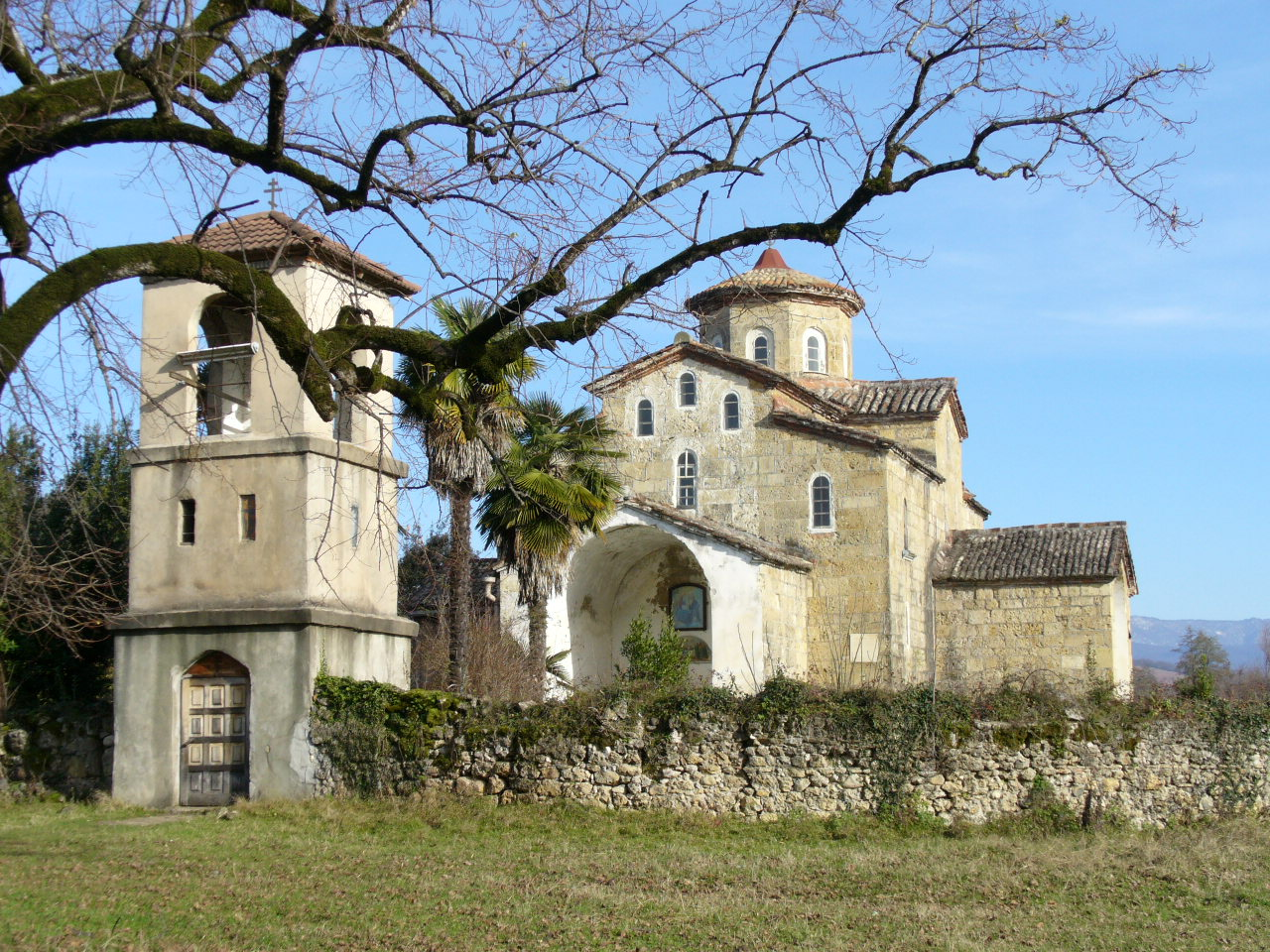
Kirche in Lychny

Die im Juli 2002 vom UN-Sicherheitsrat verabschiedete Abchasien-Resolution, die einen Verbleib als autonome Republik im Staat Georgien vorsah, gründet auf Vorschlägen des deutschen Diplomaten Dieter Boden, der von 1999 bis 2002 UNOMIG leitete. Obgleich regelmäßige Verhandlungen zur Beilegung des Konfliktes zwischen Abchasien und Georgien stattfanden, brachten sie keinen Durchbruch. Kofi Annan, ehemals Generalsekretär der Vereinten Nationen, rief Abchasien auf, die georgische Rosenrevolution für einen neuen Verhandlungsstart zu nutzen. Die EU zeigte sich in der Erklärung des Vorsitzes des Rates der Europäischen Union vom 24. Juli 2006 sehr besorgt über die damalige Entwicklung in Abchasien, begrüßte die möglichst baldige Entsendung einer UN-Polizeitruppe und erklärte sich bereit, aktiv zum Friedensprozess beizutragen.
Im Süden Abchasiens, der nach wie vor mehrheitlich von Georgiern bewohnt ist, kam und kommt es immer wieder zu Sabotageakten, die teils von Georgien aus finanziert oder unterstützt wurden. Anfang Mai 2008 wurden von russischer Seite die Truppen auf 2500 Mann aufgestockt. Damit näherte sich das russische Kontingent der Höchstgrenze von 3000 Mann. Georgien kritisierte den Schritt als gegen seine Souveränität gerichtet und äußerte den Wunsch, aus dem gemischten Kontrollgremium, bestehend aus Russland, Georgien und Nord- und Südossetien, auszutreten. Diesen Wunsch lehnten die anderen Mitglieder des Gremiums 2008 ab.

#### Kaukasuskrieg
Im März und April 2008 kam es erneut zu Spannungen, und am 20. April wurde ein georgisches unbemanntes Flugzeug („Drohne“) über abchasischem Gebiet abgeschossen. Die Drohne wurde von einem russischen Kampfjet abgeschossen, was zunächst vom russischen Außenministerium bestritten wurde, das den Flug der Drohne als „militärischen Akt“ und Verstoß gegen das Waffenstillstandsabkommen bezeichnete. Untersucher der UNOMIG bestätigten drei weitere Abschüsse von georgischen Drohnen vom Typ Elbit Hermes 450 der israelischen Firma Elbit Systems im März 2008.
Der UN-Sicherheitsrat, der den Abschuss ebenso bestätigte, betonte, sowohl der Abschuss der Drohne durch ein russisches Kampfflugzeug als auch der Einsatz von Drohnen durch die georgische Seite verstießen gegen das Moskauer Abkommen von 1994, das nur die Präsenz von Friedenstruppen der Gemeinschaft Unabhängiger Staaten in Abchasien erlaubte.
Der georgische Botschafter bei den Vereinten Nationen, Irakli Alassania, erklärte, dass Georgien durch die Untätigkeit der UNOMIG-Friedenstruppe in dieser Hinsicht zu solchen Aufklärungsflügen gezwungen gewesen sei, um abchasische und russische Truppenbewegungen auf abchasischem Gebiet im Interesse der eigenen nationalen Sicherheit im Auge zu behalten, diese aber in Zukunft einstellen wolle. Alassania warf der Friedenstruppe vor, ihre Aufgabe nicht hinreichend zu erfüllen, so dass seit 1994 bereits mehr als 2000 georgische Zivilisten ums Leben gekommen und 8000 georgische Haushalte in Abchasien zerstört worden seien. Unter dem Deckmantel der Friedenstruppen stationiere Russland immer mehr Truppen in Georgien, obwohl diese keine Friedensmission wahrnähmen. Die Zahl der in Abchasien lebenden Georgier nahm in den letzten Jahren nicht ab, sondern stieg sogar. Die abchasische Regierung bemühte sich in den letzten Jahren auch, georgischstämmige Bewohner des Landes mit abchasischen Pässen auszustatten, damit sie an der abchasischen Politik teilhaben können – jedoch unter der Bedingung, dass sie ihre georgische Staatsbürgerschaft ablegen.
Im Jahr 2008 kam es in der ebenfalls von Georgien abtrünnigen Region Südossetien zu einem bewaffneten Konflikt, als Georgien mit militärischen Mitteln versuchte, die Region unter seine Kontrolle zu bringen. Russland griff dabei auf Seite Südossetiens in den Konflikt ein. Am 8. August 2008 brachen bis zum 10. August auch Kämpfe an der abchasisch-georgischen Grenze in der Kodori-Schlucht aus, die zu diesem Zeitpunkt von Georgien gehalten wurde. Die abchasischen Behörden verfügten eine Mobilmachung der Armee, und die russischen Truppen im Gebiet wurden verstärkt. In diesem Zusammenhang verlegte Russland mehr als 9000 zusätzliche Soldaten nach Abchasien, obwohl das Abkommen von 1994 nur russische Truppen bis zu einer Stärke von 3000 Mann zulässt. Am 12. August gab der russische Präsident Medwedew den Abschluss der Militäraktionen bekannt. Georgien verlor in dem Konflikt jegliche Kontrolle über Abchasien und Südossetien. Im Jahr 2014 standen im Gebiet mindestens 5000 russische Soldaten und kontrollieren de facto das Gebiet. Im selben Jahr unterzeichnete Russland ein umfassendes Kooperationsabkommen mit Abchasien, das unter anderem Finanzhilfen aus Moskau und die Einrichtung gemeinsamer Streitkräfte beinhaltet. Eine weitere Vereinbarung aus dem Jahr 2016 ermöglichte die Errichtung einer russischen Militärbasis in Abchasien. Demnach erhielt das russische Verteidigungsministerium auch das Recht, in Kriegszeiten die Befehlsgewalt über die Armee zu übernehmen.

### Internationale Anerkennung

Staaten, die Abchasien als eigenständigen Staat anerkennen

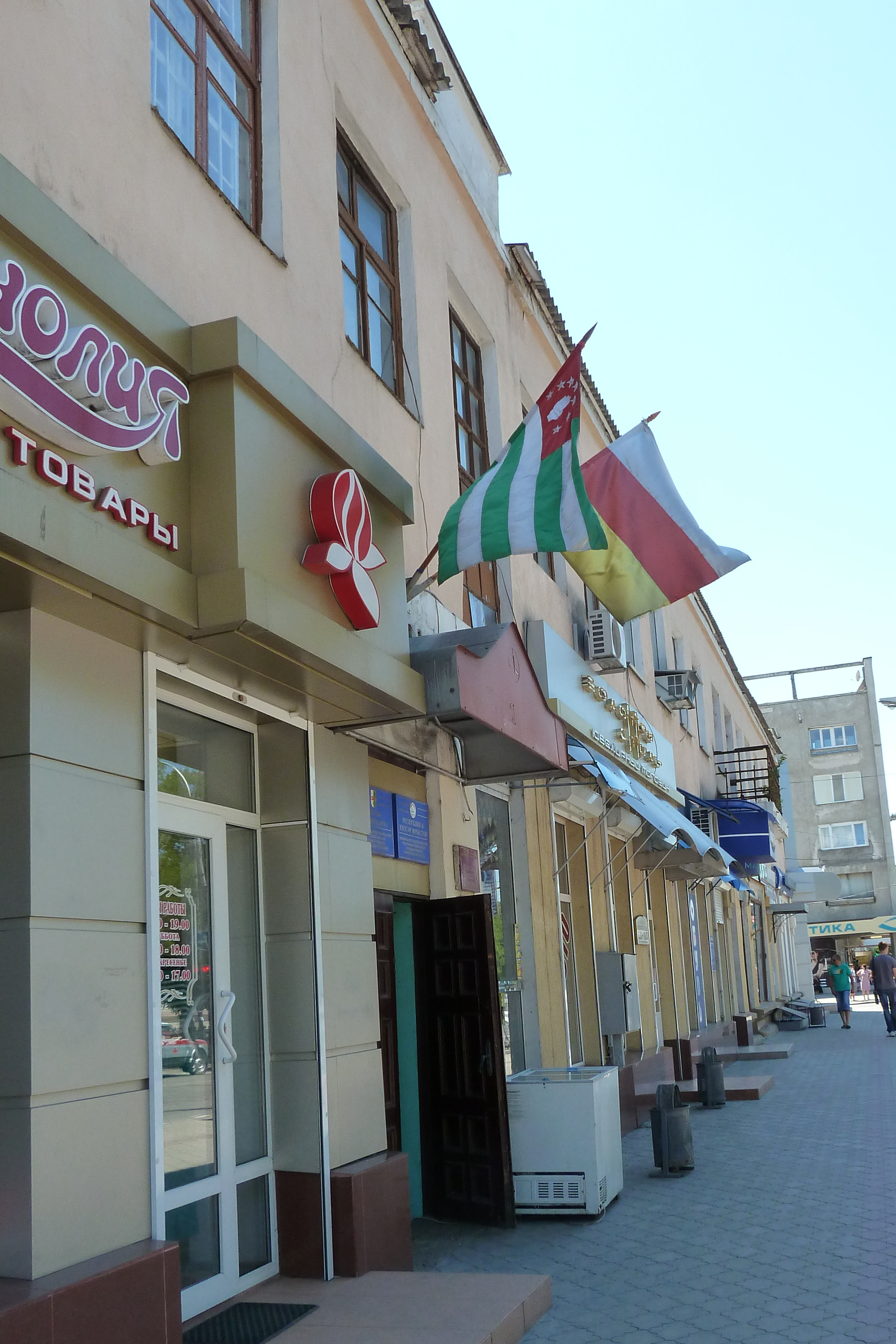
Vertretung Abchasiens (und Südossetiens) in Tiraspol, Transnistrien

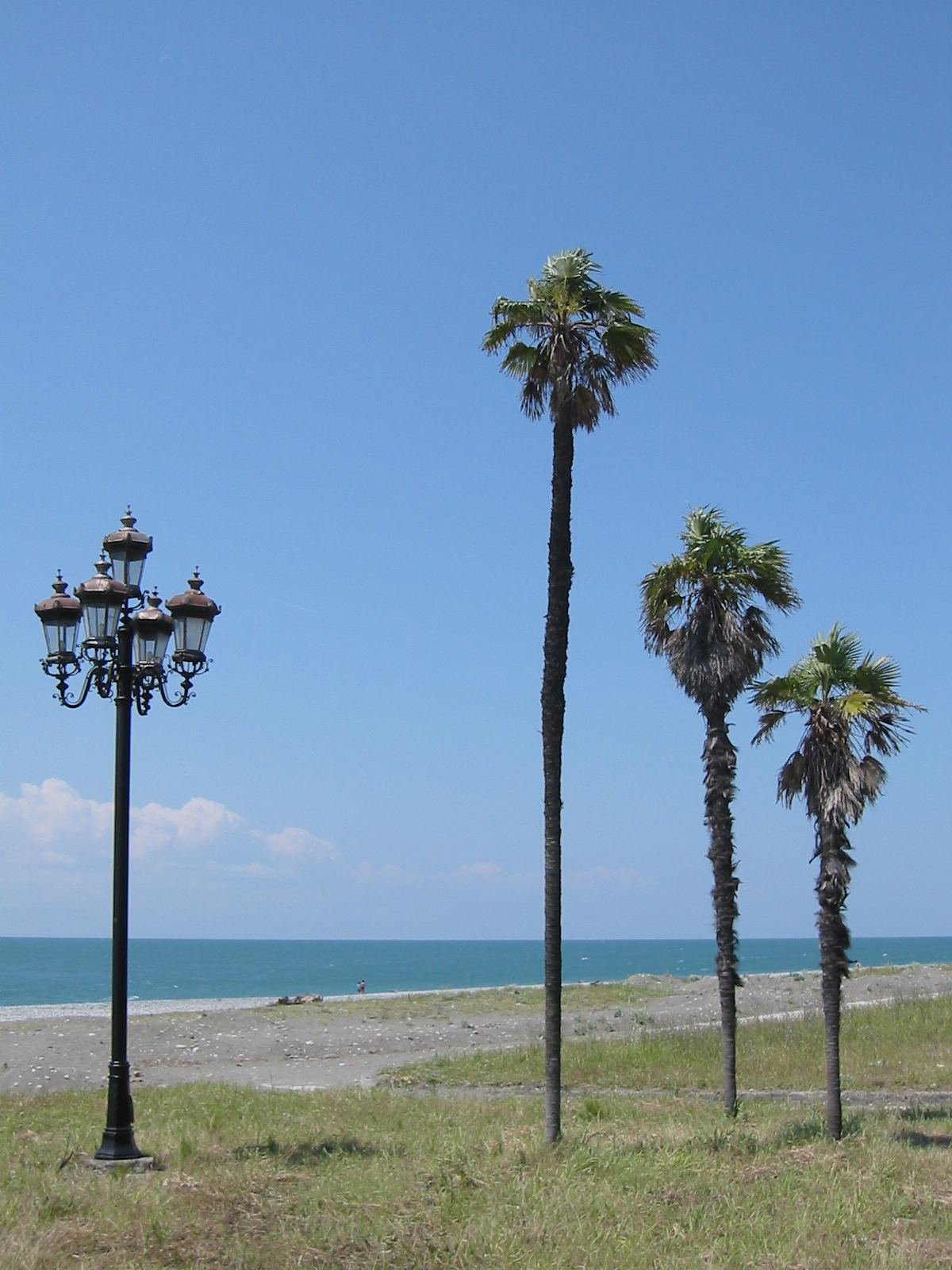
Strand in Pizunda

Am 26. August 2008 ratifizierte der russische Präsident Medwedew den an den vorherigen Tagen einstimmig gefassten Beschluss der beiden Kammern des russischen Parlaments, Abchasien gleichzeitig mit Südossetien als selbständigen Staat anzuerkennen. Er bezeichnete diesen Schritt als direkte Folge des vorangegangenen militärischen Konflikts, der es Südosseten und Abchasen unmöglich gemacht habe, mit den Georgiern weiterhin in einem Staat zusammenzuleben. Der Präzedenzfall des Kosovo wurde von Seiten hoher russischer Staatsbeamter ebenfalls erwähnt.
Zugleich rief Medwedew weitere Staaten dazu auf, diesem Beispiel zu folgen.
Als zweites Land nach Russland erkannte Nicaragua am 3. September die Unabhängigkeit Abchasiens und Südossetiens an. Staatspräsident Daniel Ortega erklärte dies auf einer offiziellen Veranstaltung vor der Armeeführung seines Landes. Am 10. September 2009 erklärte der venezolanische Präsident Hugo Chávez bei einem Besuch in Moskau, sein Land erkenne Abchasien und Südossetien ab sofort als unabhängige Staaten an.
Mit dem Ende des UNOMIG-Mandates im Juni 2009, nach russischem Veto zu einer erneuten Verlängerung, verließen die letzten Militärbeobachter im Oktober 2009 das Land. Am 15. Dezember 2009 erfolgte die Anerkennung Abchasiens durch den Pazifikstaat Nauru, kurz nachdem Präsident Bagapsch bei der Präsidentschaftswahl am 12. Dezember 2009 im Amt bestätigt worden war. Nauru erhielt zeitgleich russische Finanzhilfen für soziale und ökonomische Projekte im Umfang von 50 Millionen Dollar zugesprochen.
Vanuatu erkannte unter Premierminister Sato Kilman im Frühjahr 2011 die Unabhängigkeit Abchasiens zunächst an. Nachdem der Oberste Gerichtshof des Landes Satos Wahl jedoch für ungültig erklärt hatte, nahm sein Vorgänger und Nachfolger Edward Natapei die Anerkennung Abchasiens am 19. Juni 2011 wieder zurück. Ende 2011 bestätigte jedoch die Regierung Vanuatus erneut, dass sie Abchasien anerkannt habe. Im Mai 2013 wurde die Anerkennung unter Moana Carcasses Kalosil ein zweites Mal zurückgezogen. Am 29. Mai 2018 erkannte die Regierung Syriens unter Baschar al-Assad die Unabhängigkeit Abchasiens an.
Damit erkennen nur fünf UN-Mitgliedsstaaten die Unabhängigkeit Abchasiens an. Mit den international ebenfalls nicht bzw. nur von wenigen Staaten anerkannten postsowjetischen Republiken Transnistrien und Südossetien unterhält Abchasien ebenfalls diplomatische Beziehungen. Ferner bestanden bis 2023 Beziehungen zur Republik Arzach, die dann von Aserbaidschan erobert wurde. Nahezu alle anderen Staaten der Welt betrachten Abchasien als georgisches Gebiet und erkennen die in Tiflis amtierende Exilregierung der Autonomen Republik Abchasien als rechtmäßig an.

### Entwicklung nach 2011
Russland zahlt an Abchasien jährliche hohe Beträge an Entwicklungshilfe, die Einwohnerzahl steigt inzwischen wieder kontinuierlich an. Die Präsidentschaftswahl 2011 wurde von Wahlbeobachtern trotz der schwierigen Rahmenbedingungen (geringe internationale Anerkennung, geltende Handelsembargos) als frei und demokratischen Grundsätzen entsprechend gewertet. Vor der Wahl wurden eigens 9000 abchasische Pässe an georgischstämmige Bewohner der Region Gali verteilt, damit diese ebenfalls zur Wahl gehen konnten. Während der Tourismus in Abchasien ein starkes Wachstum erlebt hatte, stagnierte die wirtschaftliche Entwicklung, sowohl aufgrund der politischen Isolation als auch aufgrund von Misswirtschaft und Korruption. Die Region ist auf Importe aus dem benachbarten Russland angewiesen, ein Großteil des Staatshaushalts wird ebenfalls von Russland finanziert.
Ende Mai 2014 kam es in Abchasien zu Massenprotesten gegen die damalige Regierung von Präsident Alexander Ankwab. Demonstranten stürmten schließlich dessen Sitz und forderten seinen Rücktritt. Die Opposition erklärte den Präsidenten für abgesetzt, woraufhin ein Machtkampf zwischen den politischen Kräften drohte. Am 1. Juni gab schließlich Ankwab seinen Rücktritt bekannt.
Als sein interimistischer Nachfolger wurde Parlamentspräsident Waleri Bganba eingesetzt, für den 24. August 2014 wurden Präsidentschaftswahlen angekündigt. Bei der anschließenden Wahl setzte sich schließlich Raul Chadschimba mit 50,5 % der Wählerstimmen als neuer Präsident durch.
Einige Politiker in Russland möchten Abchasien langfristig in die Eurasische Union aufnehmen. Dazu wäre es allerdings nötig, dass alle ihrer Mitgliedsstaaten, darunter auch Belarus, Kasachstan und Armenien, die Unabhängigkeit des Landes ebenfalls anerkennen. Dies brächte diese Länder in eine offene Konfrontation mit Georgien. Vorerst beschränkt sich Russland daher auf eine verstärkte Kooperation mit Abchasien, etwa im militärischen Bereich. Georgien lehnt dies weiter ab, da dies die Trennung der Region von Georgien weiter zementieren würde. Im November 2014 wurde ein „Abkommen über Bündnis und strategische Partnerschaft“ in Sotschi unterzeichnet. Das Abkommen sieht auch die Bildung gemeinsamer Armeekräfte unter russischem Oberbefehlshaber im Bedarfsfall vor.
2024 sollte ein Investitionsabkommen unterzeichnet werden, dem viele Abchasier kritisch gegenüberstanden. Geplante Bauten von Appartements für fremde Bürger wurde auch als Ausverkauf Abchasiens gesehen und als zunehmende Abhängigkeit von Russland, noch mehr russische Präsenz würde Abchasien verschlucken. Russische Investoren müssten 8 Jahre keine Steuern zahlen. Nach der Verhaftung von Gegnern des Abkommens kam es zu Protesten und Straßenblockaden. Die Proteste mündeten in der Besetzung des abchasischen Parlaments und auch der Präsidialverwaltung durch Demonstranten. Beim Fernsehgebäude soll sogar geschossen worden sein. Die Ratifizierung des Investitionsabkommens musste daraufhin ausgesetzt werden. Nach Verhandlungen mit führenden Oppositionellen erklärten Präsident Bschania und Ministerpräsident Ankwab am 19. November 2024 ihren Rücktritt, um den Weg für Neuwahlen freizumachen.

## Politik
Das abchasische Parlament, die „Volksversammlung“, besteht aus 35 Abgeordneten. Die politische Landschaft setzt sich aus zahlreichen Parteien und mehreren größeren „soziopolitischen Bewegungen“ zusammen. Die Volksversammlung hat in den Jahren 2002, 2003 und 2004 immer wieder erfolglos an die russische Legislative appelliert, assoziierte Beziehungen zu Abchasien herzustellen, die Republik vertraglich in das russische Zoll- und Währungssystem einzubeziehen sowie militärischen Schutz zu gewähren. Im Zuge des Kaukasuskriegs 2008 erkannte Russland schließlich die Unabhängigkeit Abchasiens im August 2008 an.
Die US-amerikanische Nichtregierungsorganisation Freedom House stufte Abchasien 2022 mit einem Gesamtscore von 40 als „teilweise freien“ Staat ein. Auch Georgien erhielt in dieser Studie mit 58 Punkten die Einstufung als teilweise frei; Südossetien wurde mit 11 Punkten als „nicht frei“ eingestuft.

### Wahlen
Erster Präsident Abchasiens war von 1994 bis 2005 der Historiker Wladislaw Ardsinba. Am 12. Februar 2005 wurde er durch Sergei Bagapsch abgelöst, der bei der Wahl vom 12. Januar 2005 einen Stimmanteil von 91,54 % erreichte. Sein Gegenkandidat Jakob Lakoba kam auf 4,5 %. Dem Wahlgang war eine verfälschte Wahl am 3. Oktober 2004 vorangegangen, bei der der frühere Premierminister Raul Chadschimba zum Sieger erklärt worden war. Nach langwierigen Auseinandersetzungen ordnete der Oberste Gerichtshof eine Wiederholung der Wahl im Januar an. Bei der zweiten Wahl kandidierte Raul Chadschimba nicht. Vollständig ordnungsgemäß war auch die Januarwahl nicht. In der ostabchasischen Provinz Gali lebende ethnische Georgier wurden teilweise an der Stimmabgabe gehindert, besaßen häufig aber auch nicht die abchasische Staatsbürgerschaft, weshalb sie nach abchasischem Recht nicht wahlberechtigt seien.
Chadschimba trat auch bei der Präsidentschaftswahl in Abchasien 2011 an, unterlag dort wieder deutlich Alexander Ankwab, bevor er dann in der Präsidentschaftswahl in Abchasien 2014 zum Präsidenten gewählt und im Herbst 2019 vorerst wieder gewählt worden war. Am 13. Januar 2020 unterzeichnete Chadschimba ein Rücktrittsschreiben, da die Kassationsbehörde des Obersten Gerichtshofs die Wahlergebnisse vom Herbst 2019 annulliert hatte. Die Wahlkommission setzte Neuwahlen auf den 22. März 2020 fest. Diese gewann dann Aslan Bschania, der ab April 2020 Präsident des Landes war. Er trat wie auch Premierminister Alexander Ankwab am 18. November 2024 zurück. Die folgenden Präsidentschaftswahlen fanden dann am 15. Januar 2025 statt, wobei sich Badra Gunba und Adgur Ardzinba für die Stichwahlen qualifizierten. Diese fanden am 2. März statt, es gewann der von Russland unterstützte Kandidat Gunba mit 55 % der Stimmen.

### Status
Abchasien gehört völkerrechtlich zu Georgien. Die Vereinten Nationen haben das seit 1993 immer wieder bekräftigt. Der UN-Sicherheitsrat „bekräftigt das Bekenntnis aller Mitgliedstaaten zur Souveränität, Unabhängigkeit und territorialen Unversehrtheit Georgiens innerhalb seiner international anerkannten Grenzen“. Einige Völkerrechtler halten Abchasien für ein stabilisiertes De-facto-Regime, das sich der Souveränität  von Georgien entzieht.
Russland erkannte Abchasien am 26. August 2008 als unabhängigen Staat an, Nicaragua am 3. September 2008, Venezuela am 10. September 2009, Nauru am 15. Dezember 2009, Ende Mai 2018 erweiterte Syrien die kurze Liste der anerkennenden Staaten auf fünf.

### Außenbeziehungen
Abchasien unterhält diplomatische Kontakte mit den Ländern, die seine Unabhängigkeit anerkannt haben, und mit anderen Staaten. Botschaften im Ausland unterhält Abchasien bislang nur in Russland, Venezuela und Südossetien, betreibt aber auch mehrere Repräsentationsbüros in anderen Staaten, hat viele Honorarkonsuln und kooperiert mit nicht-staatlichen Organisationen, vor allem im Umfeld der tscherkessischen Diaspora. Um einer zu einseitigen Abhängigkeit von Russland zu entgehen, verfolgten verschiedene abchasische Regierungen in der Vergangenheit und die aktuelle in der Gegenwart einen Ansatz der multi-vektoralen Außenpolitik (Mnogovektornost).
Abchasische Papiere, aber auch die in Abchasien ausgestellten russischen Pässe, werden praktisch nur von Russland akzeptiert. Am Jahrestag des Beginns des Kaukasuskrieges, dem 8. August 2017, besuchte der russische Präsident Wladimir Putin Abchasien und unterstrich, Moskau werde die Unabhängigkeit und Sicherheit der Provinz weiterhin entschieden unterstützen. Das Treffen mit dem abchasischen Regierungschef Raul Chadschimba fand erst eine Woche nach dem Besuch des US-Vizepräsidenten Mike Pence in Georgien statt, was von westlichen Beobachtern als gezielte Provokation gegen Tiflis interpretiert wurde.

### Beziehungen zu Georgien
Diplomatische Beziehungen zwischen abchasischen und georgischen Regierungsstellen existieren nicht. Die 2012 gewählte georgische Regierung unter Bidsina Iwanischwili signalisierte Mitte 2013 erstmals Gesprächsbereitschaft
und gestand auch teilweise Fehlverhalten im Kaukasuskrieg 2008 ein.
Die georgische Regierung unter Micheil Saakaschwili beabsichtigte, Abchasien nach dem Modell des Machtwechsels in Adscharien wieder in Georgien einzugliedern. Saakaschwili hatte am 22. September 2004 vor der UN-Generalversammlung einen Drei-Stufen-Plan zur Beilegung der Konflikte in Abchasien und Südossetien vorgelegt. Eine erste Stufe sah vertrauensbildende Maßnahmen zwischen regierungsunabhängigen Organisationen, Studenten, Journalisten, Ärzten, Sportlern und Müttern vor. Auf der zweiten Stufe sollten die Konfliktzonen unter internationaler Aufsicht demilitarisiert werden. Auf der dritten schließlich wollte Georgien Abchasien und Südossetien eine größtmögliche Autonomie gewähren. Unterstützer des abchasischen Friedensprozesses sind Deutschland, Frankreich, Großbritannien, Russland und die USA.
Die Regierung von Abchasien hatte den georgischen Plan zurückgewiesen. Auch Russland lehnte eine Wiedervereinigung Abchasiens mit Georgien ab und wollte gemäß dem mit Georgien abgeschlossenen Abkommen von Moskau aus dem Jahr 1995 seine Friedenstruppe nicht abziehen, um nach eigenen Angaben kein neues Blutvergießen an seinen Grenzen zuzulassen.
Im Juli 2006 entsandte die georgische Regierung Spezialeinheiten des Innenministeriums in Abchasiens obere Kodori-Schlucht, wo Emsar Kwitsiani eine Autonomie über das Gebiet ausgerufen hatte. Sie bezwangen innerhalb weniger Tage die von Russland unterstützten Freischärler. Am 27. September 2006 verfügte Präsident Saakaschwili die Umbenennung der oberen Kodori-Schlucht in Ober-Abchasien. Zugleich nahm dort die abchasische Exilregierung unter Malchas Akischbaia ihren Sitz in der Ortschaft Tschchalta. In Tiflis akkreditierte Diplomaten, die Sochumi besuchen wollten, mussten fortan zunächst der Exilregierung in Tschchalta einen Besuch abstatten. Abchasiens Präsident Bagapsch zeigte sich verärgert. Wer die Exilregierung in Tschchalta besuche, werde in Sochumi nicht empfangen, erklärte er.
Am 12. August 2008 wurde die georgische Armee von abchasischen und russischen Truppen aus ihren letzten Stellungen in der oberen Kodori-Schlucht vertrieben. Somit hat Georgien nach der Niederlage in Südossetien auch vollständig die Kontrolle über Abchasien verloren. Das zentrale Verwaltungsgebäude der georgischen Regierung in der Provinzhauptstadt Tschchalta wurde vollständig zerstört.

### Innere Probleme und Einstellungen zur Unabhängigkeit
Während das Zusammenleben von Abchasen, Russen und Armeniern meist reibungslos verläuft, gibt es Probleme mit der Integration georgischstämmiger Bewohner des Landes, die häufig als fünfte Kolonne Georgiens verdächtigt werden. Nur rund jeder zweite Georgier in Abchasien gab an, noch nie wegen seiner Herkunft diskriminiert worden zu sein. Seit das Land seine De-facto-Unabhängigkeit erreichte, kam und kommt es in den südlichen Regionen, die mehrheitlich von Georgiern bewohnt sind, immer wieder zu Sabotageakten und vereinzelt sogar Anschlägen gegen Institutionen des abchasischen Staats.
Das Verhältnis Abchasiens und dessen georgischer Minderheit ist daher von Misstrauen geprägt. Insbesondere betroffen ist der Rajon Gali. Die abchasische Polizei besitzt dort nur wenig Einfluss, was zu einer signifikant höheren Kriminalität führt.
Laut einer Studie der University of Colorado Boulder haben sich die meisten Georgier inzwischen aber mit der Situation arrangiert. Fast 50 % der georgischen Minderheit unterstützen den Fortbestand des Landes als eigener Staat, weniger als 20 % halten eine Rückkehr zu Georgien für notwendig. Eine Rückkehr zu Georgien wird von allen anderen Bevölkerungsgruppen fast geschlossen abgelehnt. Nur 1 % der ethnischen Abchasen und 2 % der Armenier und Russen unterstützten dies explizit. Während unter Russen (38 %) und Armeniern (51 %) größere Bevölkerungsteile einen Anschluss an Russland befürworten würden, ist dies unter Abchasen nur ein kleinerer Teil (19 %). Fast 80 % von ihnen sind für eine dauerhafte Unabhängigkeit des Landes.

## Wirtschaft

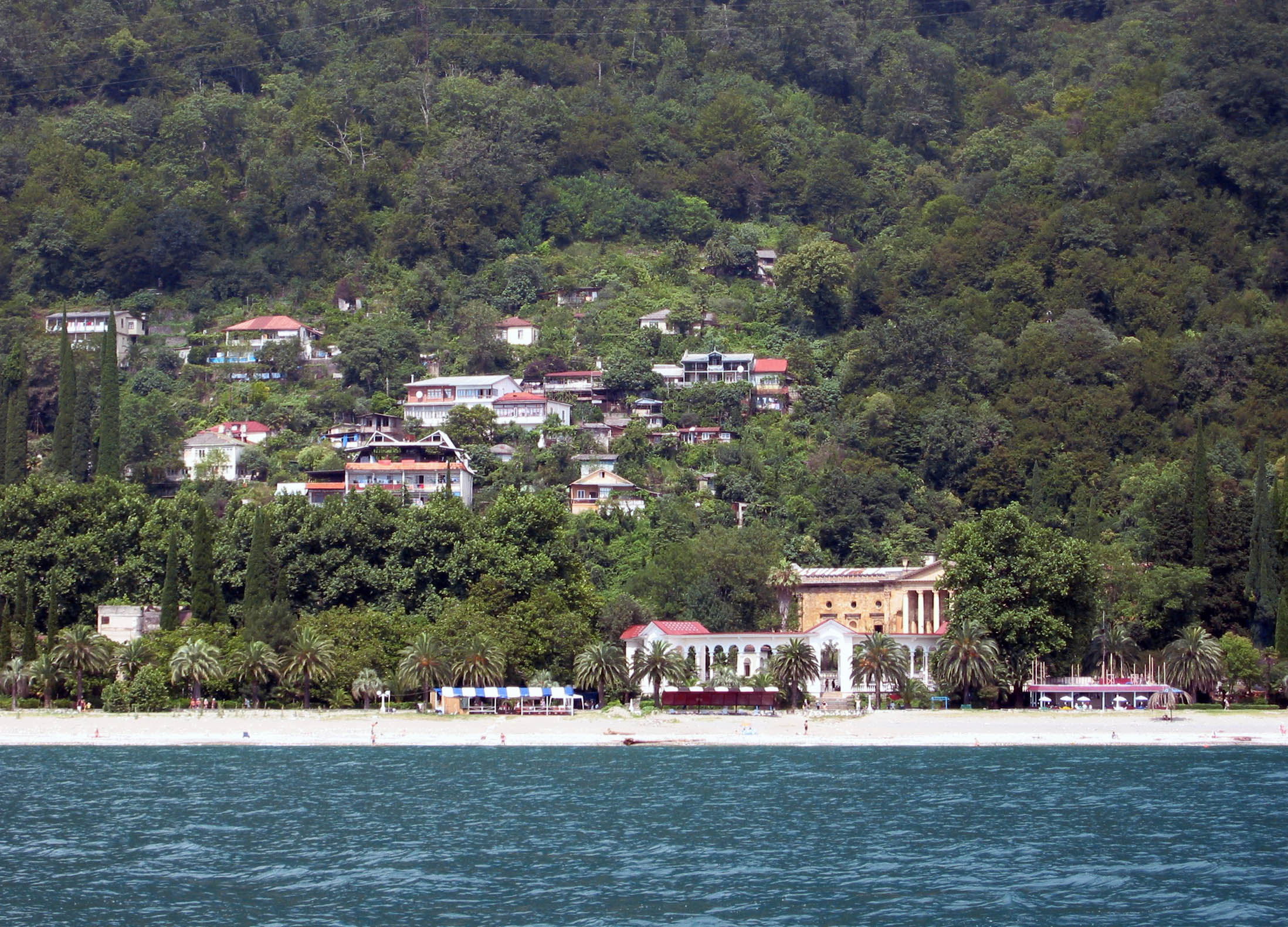
Gagra – Ziel für Touristen

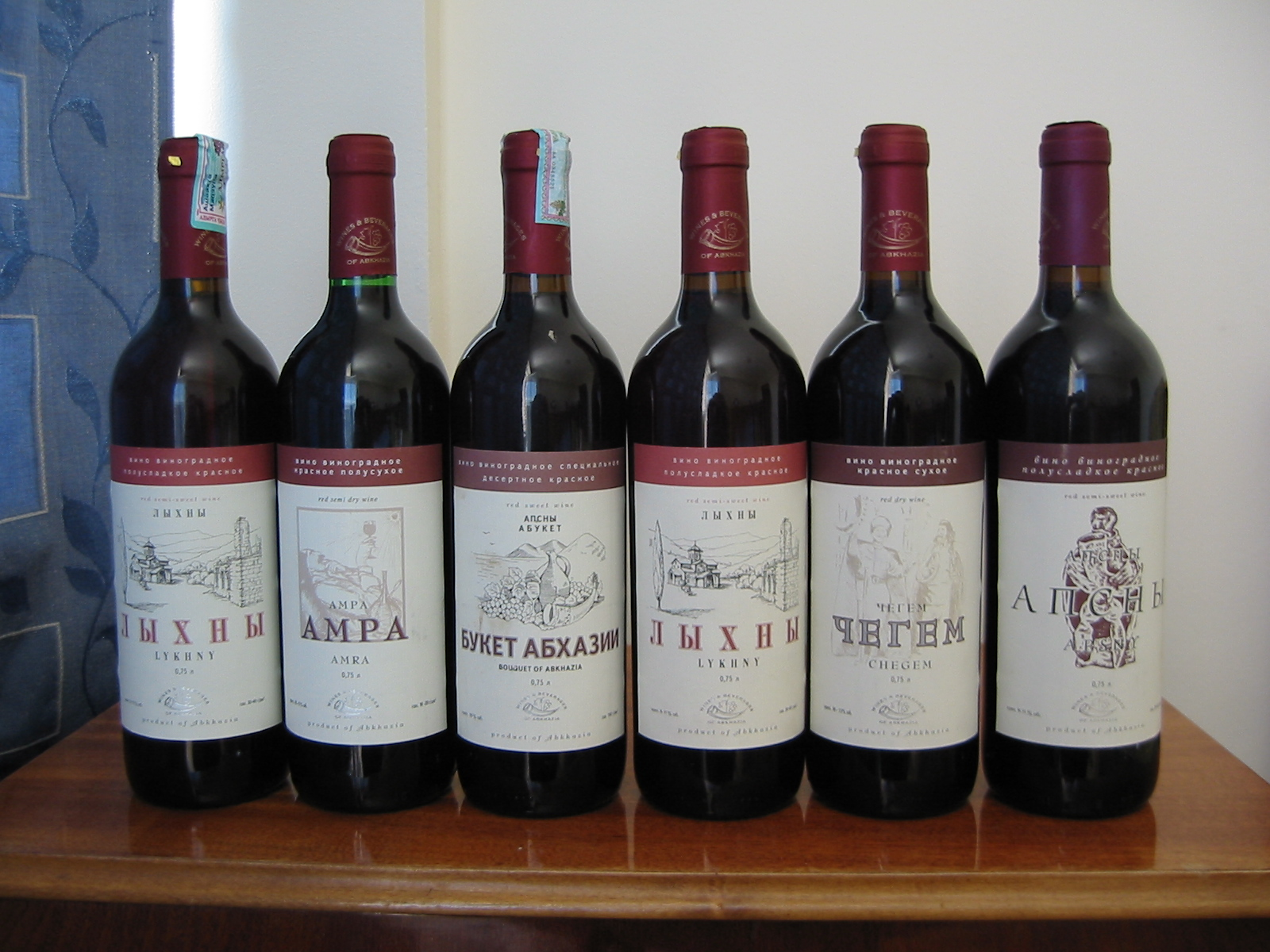
Abchasischer Wein

Im Krieg in Abchasien 1992–1993 floh die Hälfte der Bevölkerung aus Abchasien. Nach dem Ende des Krieges verhängte die Gemeinschaft unabhängiger Staaten dann auch noch Sanktionen gegen Abchasien. Aufgrund dieser beider Entwicklungen kam es zu Bevölkerungsverschiebungen von Menschen in Abchasien. Darüber hinaus kam es zu einer „Verländlichung“ der Städte. In vielen Städten fingen Menschen an, Subsistenzlandwirtschaft zu betreiben. Außerdem begann der Übergang Abchasiens von der Planwirtschaft zur Marktwirtschaft erst ab 1998.
2011 wurde das abchasische Bruttoinlandsprodukt auf rund 15,5 Milliarden Rubel geschätzt, umgerechnet etwa 500 Millionen Dollar. Der Haushalt des Gebiets wird zu drei Vierteln von Russland alimentiert.
Mit Abstand wichtigster Wirtschaftspartner des Landes ist Russland.
Georgien versucht bis heute ein Handelsembargo gegen Abchasien durchzusetzen, was die wirtschaftliche Erholung der Region behindert. Dennoch kam es insbesondere seit 2008, als Russland die Unabhängigkeit Abchasiens anerkannte, zu vermehrten Investitionen aus dem Ausland. Neben dem Handel mit Russland nahmen auch die wirtschaftlichen Beziehungen zwischen Abchasien und der Türkei zu, die Türkei ist mit ihrer abchasischen Diaspora von 500.000 Personen mit Stand von 2011 der zweitwichtigste Handelspartner des Landes. Beinahe alle Lebensmittel werden aus Russland importiert.
Wichtige Exportgüter Abchasiens sind insbesondere Obst und landwirtschaftliche Erzeugnisse, Fischprodukte, Kies sowie Metallerzeugnisse. Auch der Weinbau spielt traditionell eine große Rolle in Abchasien, Wein entwickelt sich zunehmend zu einem bedeutenden Exportgut.
In den 2010er Jahren entwickelte sich Abchasien zu einem Hotspot für Bitcoin-Farmen, da Strom im Land wegen des Enguri-Staudamms sehr billig ist. Im Jahr 2018 wurden die Crypto-Farmen offiziell verboten, aber bis ins Jahr 2020 hinein wurde Equipment für diese Farmen in großem Umfang importiert.

### Tourismus
Einer der wichtigsten Wirtschaftszweige Abchasiens ist der Tourismus, der bereits vor dem Bürgerkrieg große Bedeutung hatte. Die mit Abstand meisten Touristen stammen dabei aus Russland. Seit der Anerkennung der Unabhängigkeit Abchasiens durch Russland nahm der Tourismus nach Abchasien wieder zu. Nach Angaben der abchasischen Regierung verzeichnete das Land im Jahr 2009 etwa 300.000 Besucher, was einem Anstieg von fast 20 % gegenüber dem Vorjahr entspricht. Nach der russischen Invasion der Ukraine kamen in einem Jahr 1.400.000 russische Touristen.

### Finanzwirtschaft
Die offizielle und allgemein übliche Währung des Landes ist der russische Rubel. Daneben gibt es seit 2008 noch die eigens ausgegebene Währung Apsar, die jedoch im Alltag kaum im Umlauf ist. Das Land verfügt über eine eigenständige Zentralbank, die Nationalbank der Republik Abchasien.

### Medien
Im Land gibt es auch eine eigene Medien- und Presselandschaft, mit zahlreichen Zeitungen und Magazinen, darunter die seit 1919 erscheinende Tageszeitung Apsny, die erste abchasischsprachige Zeitung. Ebenfalls bedeutend sind die russischsprachigen Publikationen Tschegemskaja Prawda und die staatliche Respublika Abchasija. Im Süden des Landes erscheint die dreisprachige Zeitung Gal. Historisch bedeutend war die in den 1990er Jahren eingestellte Sabtschota Apchaseti, die ehemals wichtigste georgische Zeitung der Region, sowie Kokinos kapnas, eine griechischsprachige Publikation. Daneben gibt es mehrere Radiosender sowie zwei eigene Fernsehsender, das Staatliche Abchasische Fernsehen und den privaten Sender Abasa TV. Darüber hinaus sind die meisten russischen Medien erhältlich. Telefonie und Mobilfunk werden in Abchasien durch die beiden Anbieter Aquafon und A-Mobile abgedeckt.

## Verkehr
Im Jahr 2000 wurde eine eigene Eisenbahngesellschaft für Abchasien gegründet: Die Aphsny Aihaamua (Abchasische Eisenbahn). Das Netz besteht praktisch nur aus der rund 200 km langen Strecke vom russischen Adler nach Senaki in Georgien und einem rund 20 km langen Abzweig nach Akarmara. Personenverkehr findet nur zwischen Sochumi und Adler statt. Seit dem 10. September 2004 wurde der Eisenbahnverkehr zwischen Sochumi und Moskau wieder aufgenommen.

## Bildung, Kultur und Sport
Die Abchasische Staatliche Universität ist die einzige Universität des Landes und hat etwa 3000 Studenten. Bis heute existiert nahe der abchasischen Hauptstadt das Institut der Physik und Technologie, das nach dem Zweiten Weltkrieg zeitweise zu den wichtigsten Standorten der Kernforschung weltweit zählte. Infolge des abchasischen Bürgerkriegs hat sich das Institut jedoch in verschiedene Nachfolgeinstitutionen aufgespalten und seine wissenschaftliche Bedeutung nahezu vollständig verloren.
Zu den bekanntesten abchasischen Kulturschaffenden gehörte der bis zu seinem Tod in Moskau lebende Fasil Iskander sowie Samson Tschanba, Dmitri Gulia, Georgi Gulia, Gennadi Alamija oder Bagrat Schinkuba.
Im Sport ist in Abchasien insbesondere die Abchasische Fußballmeisterschaft zu nennen. Der heute erfolgreichste Verein des Landes ist Nart Suchum, in der Vergangenheit war der FK Dinamo Suchum die wichtigste Mannschaft der Region. Dinamo Suchum verbrachte unter anderem einige Spielzeiten in der zweiten sowjetischen Liga und brachte einige bekannte Spieler hervor. Da der Fußballverband Abchasiens jedoch nicht Mitglied der FIFA ist, bleiben abchasischen Mannschaften Teilnahmen an internationalen Wettbewerben bis heute verwehrt.

## Galerie

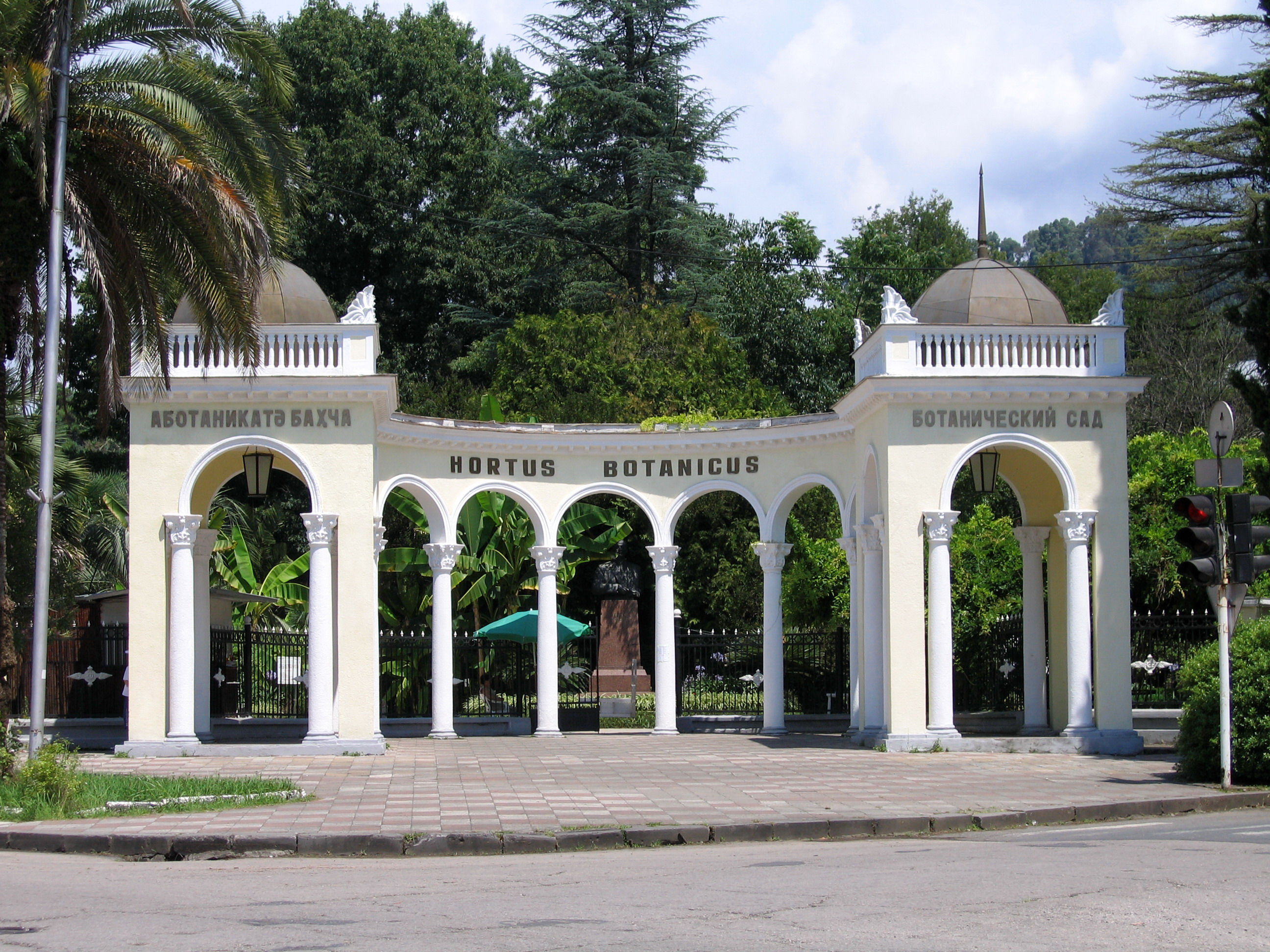
Botanischer Garten von Sochumi
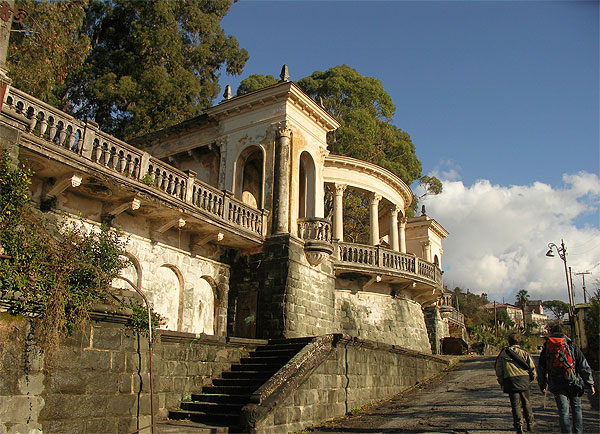
Sochumi
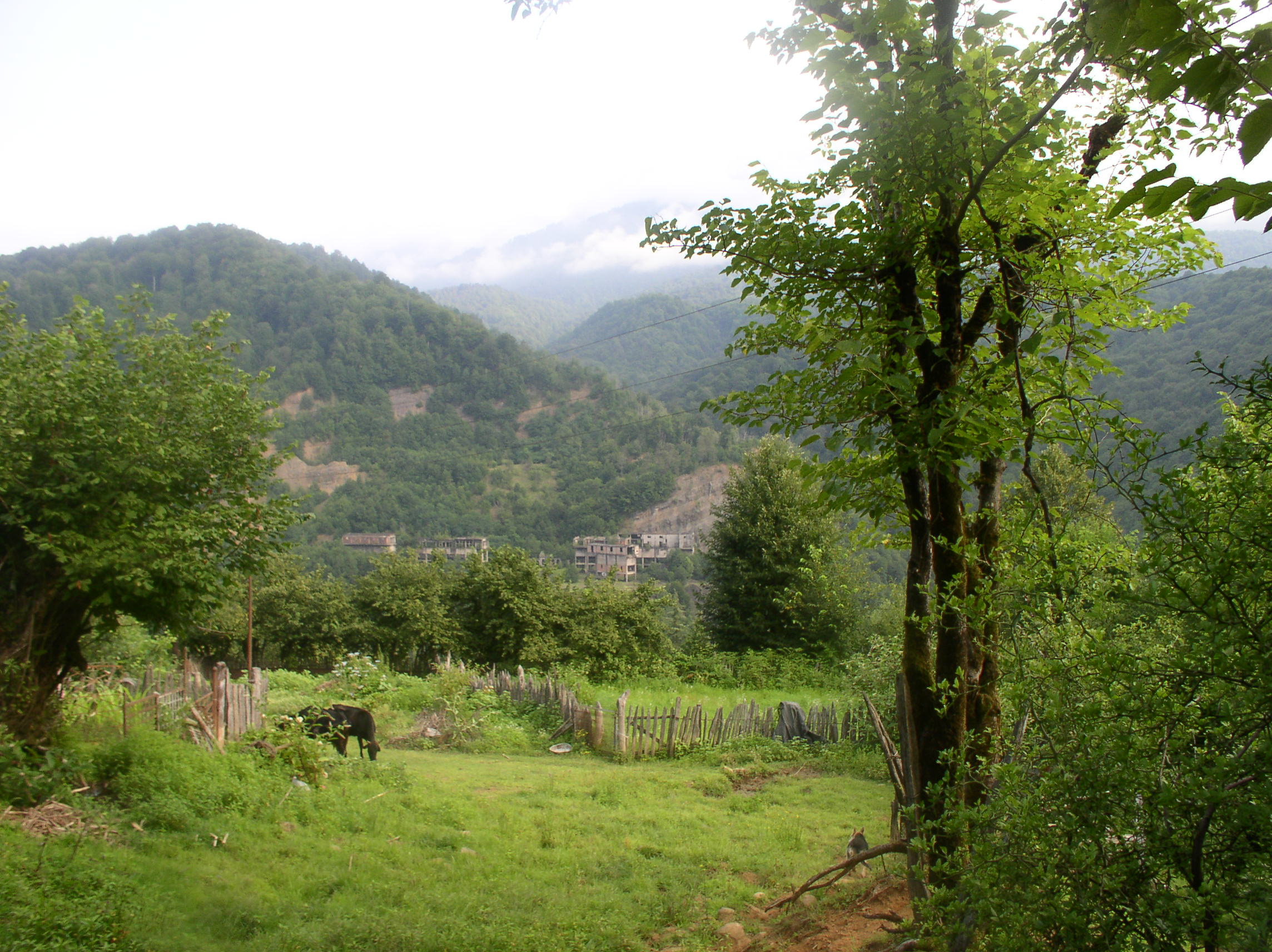
Im Landesinneren bei Tqwartscheli
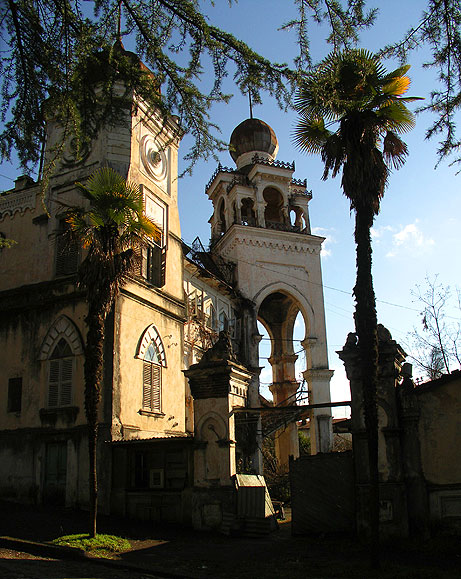
Aloisi-Villa in der Hauptstadt
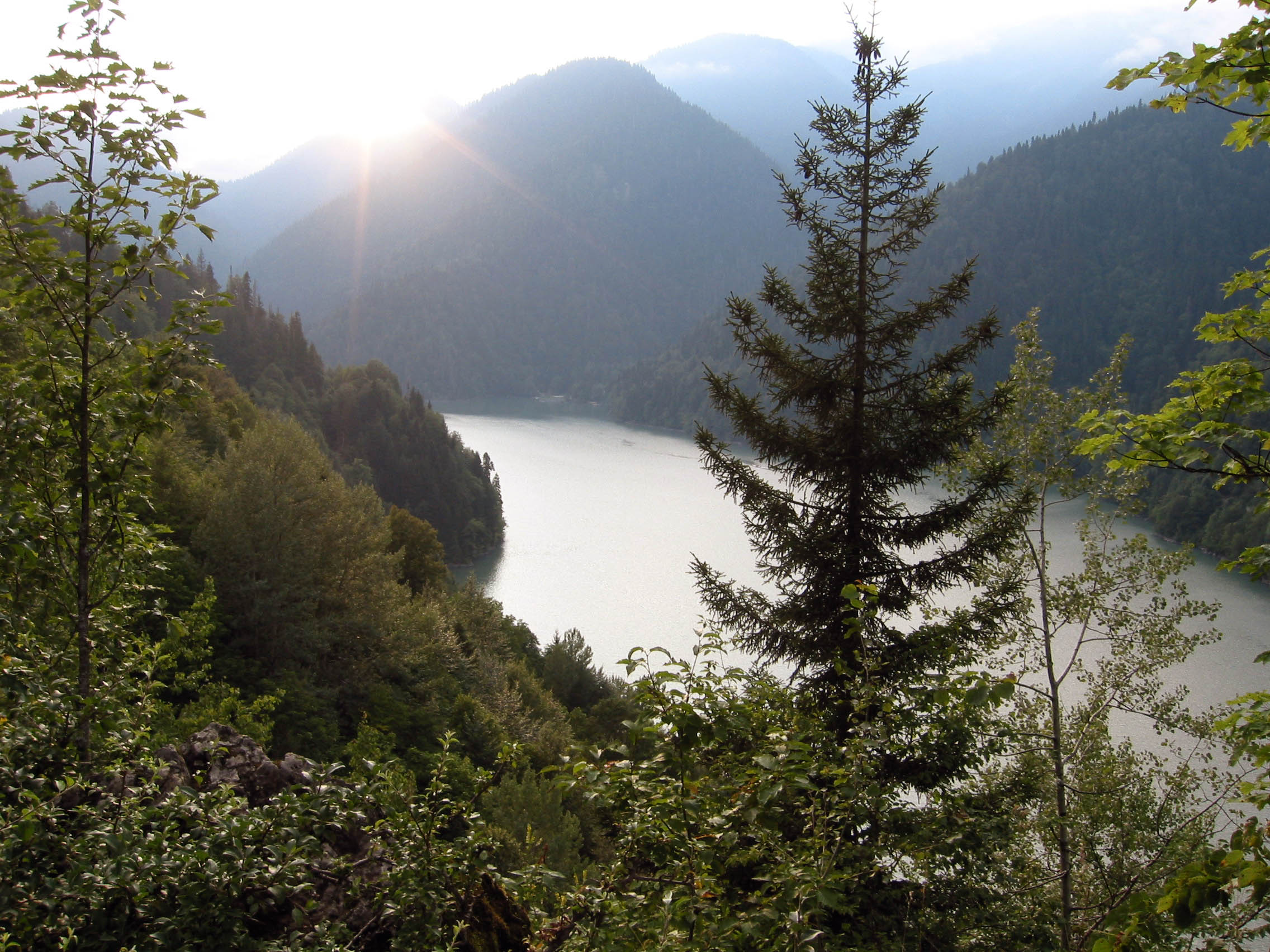
Der Riza-See
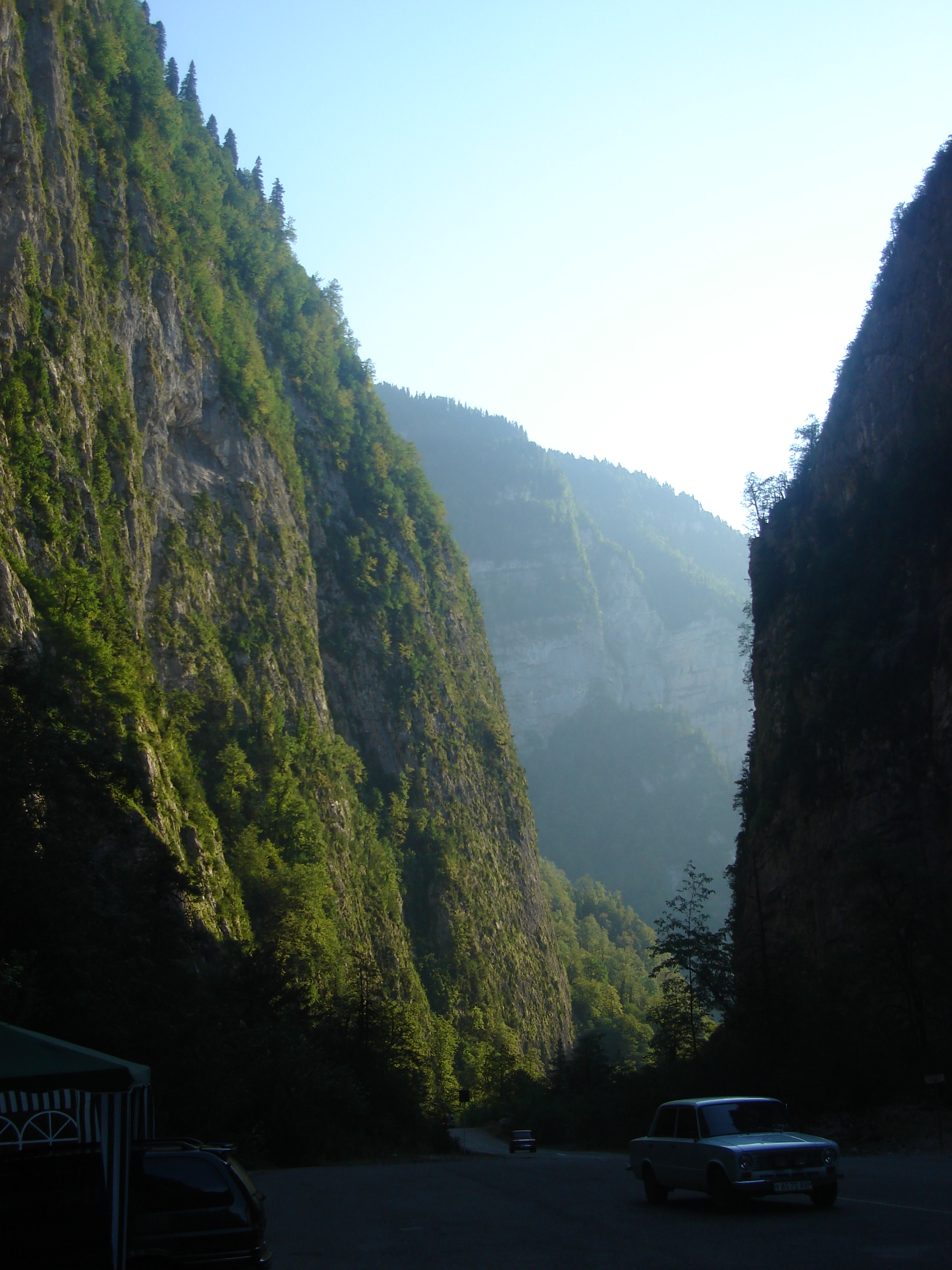
In der Nähe von Gagra
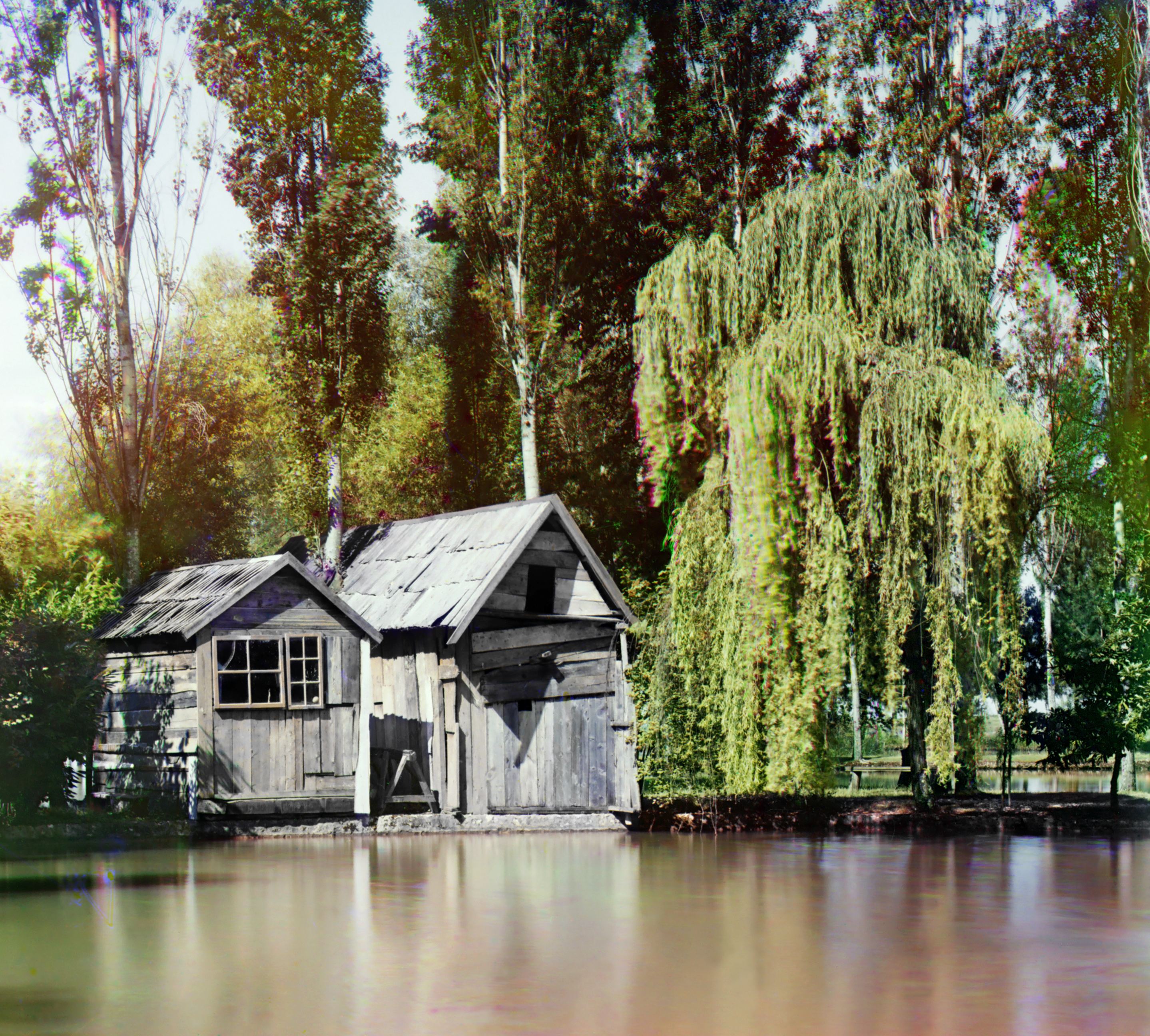
Bei Achali Atoni